# VVV-Venlo in het seizoen 2016/17
Dit artikel geeft een overzicht van VVV-Venlo in het seizoen 2016/2017.

## Selectie 2016 - 2017
| Nr. | Positie | Speler             |
| --- | ------- | ------------------ |
| 1   | DM      | Maarten de Fockert |
| 2   | V       | Moreno Rutten      |
| 3   | V       | Jerold Promes      |
| 4   | V       | Roel Janssen       |
| 5   | V       | Cendrino Misidjan  |
| 6   | M       | Danny Post         |
| 7   | A       | Vito van Crooij    |
| 8   | M       | Clint Leemans      |
| 9   | A       | Ralf Seuntjens     |
| 10  | M       | Johnatan Opoku     |
| 11  | A       | Leandro Resida     |
| 13  | V       | Nils Röseler       |
| 14  | M       | Tim Receveur       |
| 15  | V       | Lars Joosten       |
| 16  | DM      | Delano van Crooij  |
| 17  | V       | Tristan Dekker     |
| 18  | A       | Jeffrey Rijkers    |
| 19  | A       | Torino Hunte       |
| 20  | A       | Joey Sleegers      |
| 21  | M       | Rintaro Tashima    |
| 22  | DM      | Roy Oomen          |
| 23  | A       | Juul Respen        |
| 24  | A       | Lugman Bezzat      |
| 25  | V       | Evren Korkmaz      |
| 26  | M       | Vincent Bogaerts   |
| 27  | V       | Reno Kochanowski   |
| 29  | M       | Roy Gielen         |
| 30  | DM      | Sem Custers        |
| 31  | M       | Stijn Brinkman     |
| 32  | A       | Jasko Džurlić      |
| 33  | M       | Gedion Zelalem     |

### Aangetrokken spelers
- Vincent Bogaerts, van Helmond Sport
- Stijn Brinkman eigen jeugd
- Sem Custers eigen jeugd
- Tristan Dekker, van ADO Den Haag
- Jasko Džurlić, van SVC 2000
- Maarten de Fockert, gehuurd van sc Heerenveen
- Roy Gielen eigen jeugd
- Roel Janssen, van Fortuna Sittard
- Lars Joosten eigen jeugd
- Reno Kochanowski eigen jeugd
- Clint Leemans, van PSV
- Tim Receveur, van Almere City FC
- Juul Respen eigen jeugd
- Jeffrey Rijkers eigen jeugd
- Nils Röseler, van Chemnitzer FC
- Joey Sleegers, gehuurd van N.E.C.
- Rintaro Tashima, van Mitsubishi Yowa
- Cendrino Misidjan, van De Treffers in de loop van het seizoen
- Gedion Zelalem, gehuurd van Arsenal in de loop van het seizoen

### Uitgaande spelers
- Jason Bourdouxhe naar Helmond Sport
- Robin Buwalda naar N.E.C., was gehuurd van ADO Den Haag
- Jordy Deckers naar Ermis Aradippou
- Dylan Donkers naar VV UNA
- Niels Fleuren naar FC Emmen
- Dyon Gijzen naar MVV Maastricht
- Kristiaan Haagen naar ASV Geel, was gehuurd van FC Dordrecht
- Vensan Kličić naar SpVg Odenkirchen
- Quin Kruijsen naar onbekend
- Gianluca Nijholt naar NAC Breda
- Mitchel Paulissen naar Roda JC, was gehuurd van Roda JC
- Omar Ramadhani naar SC Union Nettetal
- Selman Sevinç naar Osmanlıspor
- Shaquille Simmons naar EVV
- Sam Westley naar West Ham United, was gehuurd van West Ham United

## Wedstrijden

### Eerste Divisie
Speelronde 1:
| vrijdag 5 augustus 2016, 20:00                                                        | VVV-Venlo                       | 2-1 (1-1) | SC Cambuur        | Opstelling VVV-Venlo | Opstelling SC Cambuur |  |
| Stadion: Stadion De Koel, Venlo Toeschouwers: 4.422 Arbiter: Kooij                    | 30' V. van Crooij 82' Seuntjens |           | 26' Van de Streek | De Fockert, Rutten, Röseler, Promes, Janssen, Post 72', Opoku 90', Leemans, V. van Crooij, Seuntjens, Hunte 86' ( Resida) RESERVEBANK: D. van Crooij, Oomen, Dekker, Korkmaz, Receveur, Bogaerts, Gielen, Respen, Bezzat | Nienhuis, Anderson, Steenvoorden 69' 86' ( Hoefdraad), N'Toko, Peersman 13', E. Bakker 90', Monteiro, Van de Streek, Gyasi, Hemmen 71' ( Barto), Gouriye 71' ( Houtkoop) RESERVEBANK: Zeinstra, Bos, Blackson, Van Deelen, Bosz, El Baad, Mašek, Boutzamar |  |
| Stadion: Stadion De Koel, Venlo Toeschouwers: 4.422 Arbiter: Kooij                    |                                 |           |                   | De Fockert, Rutten, Röseler, Promes, Janssen, Post 72', Opoku 90', Leemans, V. van Crooij, Seuntjens, Hunte 86' ( Resida) RESERVEBANK: D. van Crooij, Oomen, Dekker, Korkmaz, Receveur, Bogaerts, Gielen, Respen, Bezzat | Nienhuis, Anderson, Steenvoorden 69' 86' ( Hoefdraad), N'Toko, Peersman 13', E. Bakker 90', Monteiro, Van de Streek, Gyasi, Hemmen 71' ( Barto), Gouriye 71' ( Houtkoop) RESERVEBANK: Zeinstra, Bos, Blackson, Van Deelen, Bosz, El Baad, Mašek, Boutzamar |  |
| Stadion: Stadion De Koel, Venlo Toeschouwers: 4.422 Arbiter: Kooij                    |                                 |           |                   | De Fockert, Rutten, Röseler, Promes, Janssen, Post 72', Opoku 90', Leemans, V. van Crooij, Seuntjens, Hunte 86' ( Resida) RESERVEBANK: D. van Crooij, Oomen, Dekker, Korkmaz, Receveur, Bogaerts, Gielen, Respen, Bezzat | Nienhuis, Anderson, Steenvoorden 69' 86' ( Hoefdraad), N'Toko, Peersman 13', E. Bakker 90', Monteiro, Van de Streek, Gyasi, Hemmen 71' ( Barto), Gouriye 71' ( Houtkoop) RESERVEBANK: Zeinstra, Bos, Blackson, Van Deelen, Bosz, El Baad, Mašek, Boutzamar |  |
| Bijz.: Competitiedebuut Maarten de Fockert, Roel Janssen en Clint Leemans namens VVV. |                                 |           |                   | | |  |

Speelronde 2:
| vrijdag 12 augustus 2016, 20:00                                        | MVV Maastricht | 1-2 (0-0) | VVV-Venlo           | Opstelling MVV Maastricht | Opstelling VVV-Venlo |  |
| Stadion: De Geusselt, Maastricht Toeschouwers: 4.704 Arbiter: Liesveld | 90' Kuipers    |           | 79' Post 90' Rutten | Geens, Ciranni, Pereira, Kuipers , Schroyen, Ippel, Nys, Loshaj 77' ( Shermar Martina), Güvenç, Verheydt, Croux RESERVEBANK: Smyłek, O'Connor, Shermaine Martina, Kostons | De Fockert, Rutten, Röseler, Promes, Janssen, Post 45', Opoku, Leemans, V. van Crooij, Seuntjens, Hunte 45' 89' ( Dekker) RESERVEBANK: D. van Crooij, Oomen, Korkmaz, Receveur, Resida, Bezzat |  |
| Stadion: De Geusselt, Maastricht Toeschouwers: 4.704 Arbiter: Liesveld |                |           |                     | Geens, Ciranni, Pereira, Kuipers , Schroyen, Ippel, Nys, Loshaj 77' ( Shermar Martina), Güvenç, Verheydt, Croux RESERVEBANK: Smyłek, O'Connor, Shermaine Martina, Kostons | De Fockert, Rutten, Röseler, Promes, Janssen, Post 45', Opoku, Leemans, V. van Crooij, Seuntjens, Hunte 45' 89' ( Dekker) RESERVEBANK: D. van Crooij, Oomen, Korkmaz, Receveur, Resida, Bezzat |  |
| Stadion: De Geusselt, Maastricht Toeschouwers: 4.704 Arbiter: Liesveld |                |           |                     | Geens, Ciranni, Pereira, Kuipers , Schroyen, Ippel, Nys, Loshaj 77' ( Shermar Martina), Güvenç, Verheydt, Croux RESERVEBANK: Smyłek, O'Connor, Shermaine Martina, Kostons | De Fockert, Rutten, Röseler, Promes, Janssen, Post 45', Opoku, Leemans, V. van Crooij, Seuntjens, Hunte 45' 89' ( Dekker) RESERVEBANK: D. van Crooij, Oomen, Korkmaz, Receveur, Resida, Bezzat |  |
| Bijz.: Competitiedebuut Tristan Dekker.                                |                |           |                     | | |  |

Speelronde 3:
| vrijdag 19 augustus 2016, 20:00                                   | VVV-Venlo               | 2-0 (2-0) | FC Oss | Opstelling VVV-Venlo | Opstelling FC Oss |  |
| Stadion: Stadion De Koel, Venlo Toeschouwers: 3.911 Arbiter: Bax  | 18' Seuntjens 33' Hunte |           |        | De Fockert, Rutten, Röseler 55', Promes, Janssen, Post , Opoku 87' ( Receveur), Leemans, V. van Crooij, Seuntjens, Hunte 72' ( Sleegers) RESERVEBANK: D. van Crooij, Oomen, Dekker, Korkmaz, Bogaerts, Resida | Mous, Jansen , Piqué, Stuy van den Herik, Statie 8' 82' ( Falkenstein), Janssen 34', Kamaçi 65' ( Mathieu), El Aissati 65' ( Kivuvu), Bakx, Boere, Lazić RESERVEBANK: Koeman, Van der Sluys, Balk, Van den Ouweland, Van der Venne |  |
| Stadion: Stadion De Koel, Venlo Toeschouwers: 3.911 Arbiter: Bax  |                         |           |        | De Fockert, Rutten, Röseler 55', Promes, Janssen, Post , Opoku 87' ( Receveur), Leemans, V. van Crooij, Seuntjens, Hunte 72' ( Sleegers) RESERVEBANK: D. van Crooij, Oomen, Dekker, Korkmaz, Bogaerts, Resida | Mous, Jansen , Piqué, Stuy van den Herik, Statie 8' 82' ( Falkenstein), Janssen 34', Kamaçi 65' ( Mathieu), El Aissati 65' ( Kivuvu), Bakx, Boere, Lazić RESERVEBANK: Koeman, Van der Sluys, Balk, Van den Ouweland, Van der Venne |  |
| Stadion: Stadion De Koel, Venlo Toeschouwers: 3.911 Arbiter: Bax  |                         |           |        | De Fockert, Rutten, Röseler 55', Promes, Janssen, Post , Opoku 87' ( Receveur), Leemans, V. van Crooij, Seuntjens, Hunte 72' ( Sleegers) RESERVEBANK: D. van Crooij, Oomen, Dekker, Korkmaz, Bogaerts, Resida | Mous, Jansen , Piqué, Stuy van den Herik, Statie 8' 82' ( Falkenstein), Janssen 34', Kamaçi 65' ( Mathieu), El Aissati 65' ( Kivuvu), Bakx, Boere, Lazić RESERVEBANK: Koeman, Van der Sluys, Balk, Van den Ouweland, Van der Venne |  |
| Bijz.: Competitiedebuut Joey Sleegers en Tim Receveur namens VVV. |                         |           |        | | |  |

Speelronde 4:
| maandag 22 augustus 2016, 20:00                                      | VVV-Venlo                        | 1-2 (1-1) | Jong PSV                | Opstelling VVV-Venlo | Opstelling Jong PSV |  |
| Stadion: Stadion De Koel, Venlo Toeschouwers: 4.277 Arbiter: Oostrom | 33' Leemans 49' (pen.) Seuntjens |           | 43' Lammers 83' De Wijs | De Fockert, Rutten, Röseler 55', Promes, Janssen, Post , Opoku 75' ( Receveur), Leemans 34', 55', V. van Crooij, Seuntjens, Hunte 58' ( Sleegers) RESERVEBANK: D. van Crooij, Oomen, Dekker, Korkmaz, Bogaerts, Resida | Pasveer, Van Vlerken 46' ( Abels), Van Bruggen, De Wijs 88' ( Alberto), Carolina, Rommens, Lundqvist, Rosario 48', Guðmundsson , Lammers, Laursen 58' ( Verreth) RESERVEBANK: Watt, Deng, Kardes, Paal |  |
| Stadion: Stadion De Koel, Venlo Toeschouwers: 4.277 Arbiter: Oostrom |                                  |           |                         | De Fockert, Rutten, Röseler 55', Promes, Janssen, Post , Opoku 75' ( Receveur), Leemans 34', 55', V. van Crooij, Seuntjens, Hunte 58' ( Sleegers) RESERVEBANK: D. van Crooij, Oomen, Dekker, Korkmaz, Bogaerts, Resida | Pasveer, Van Vlerken 46' ( Abels), Van Bruggen, De Wijs 88' ( Alberto), Carolina, Rommens, Lundqvist, Rosario 48', Guðmundsson , Lammers, Laursen 58' ( Verreth) RESERVEBANK: Watt, Deng, Kardes, Paal |  |
| Stadion: Stadion De Koel, Venlo Toeschouwers: 4.277 Arbiter: Oostrom |                                  |           |                         | De Fockert, Rutten, Röseler 55', Promes, Janssen, Post , Opoku 75' ( Receveur), Leemans 34', 55', V. van Crooij, Seuntjens, Hunte 58' ( Sleegers) RESERVEBANK: D. van Crooij, Oomen, Dekker, Korkmaz, Bogaerts, Resida | Pasveer, Van Vlerken 46' ( Abels), Van Bruggen, De Wijs 88' ( Alberto), Carolina, Rommens, Lundqvist, Rosario 48', Guðmundsson , Lammers, Laursen 58' ( Verreth) RESERVEBANK: Watt, Deng, Kardes, Paal |  |
| Bijz.: Eerste seizoensnederlaag.                                     |                                  |           |                         | | |  |

Speelronde 5:
| vrijdag 26 augustus 2016, 20:00                                          | De Graafschap | 0-2 (0-0) | VVV-Venlo                | Opstelling De Graafschap | Opstelling VVV-Venlo |  |
| Stadion: De Vijverberg, Doetinchem Toeschouwers: 8.230 Arbiter: Manschot |               |           | 55' Röseler 82' Sleegers | Bednarek, Will 90', Lammers 34' ( Vreman), Nieuwpoort, Keurntjes, Kaak 85', Diemers 83', Driver, Koolhof 40' 60' ( Bannink), Parzyszek, Van den Hurk 70' ( Van Overbeek) RESERVEBANK: Heusinkveld, El Malki, De Koning, Huntelaar, Versteeg | De Fockert, Rutten, Röseler, Promes 80' ( Korkmaz), Janssen, Post 45', Receveur 27' 72' ( Dekker), Sleegers, V. van Crooij 88', Seuntjens, Hunte 46' ( Resida) RESERVEBANK: D. van Crooij, Oomen, Bogaerts, Respen, Bezzat |  |
| Stadion: De Vijverberg, Doetinchem Toeschouwers: 8.230 Arbiter: Manschot |               |           |                          | Bednarek, Will 90', Lammers 34' ( Vreman), Nieuwpoort, Keurntjes, Kaak 85', Diemers 83', Driver, Koolhof 40' 60' ( Bannink), Parzyszek, Van den Hurk 70' ( Van Overbeek) RESERVEBANK: Heusinkveld, El Malki, De Koning, Huntelaar, Versteeg | De Fockert, Rutten, Röseler, Promes 80' ( Korkmaz), Janssen, Post 45', Receveur 27' 72' ( Dekker), Sleegers, V. van Crooij 88', Seuntjens, Hunte 46' ( Resida) RESERVEBANK: D. van Crooij, Oomen, Bogaerts, Respen, Bezzat |  |
| Stadion: De Vijverberg, Doetinchem Toeschouwers: 8.230 Arbiter: Manschot |               |           |                          | Bednarek, Will 90', Lammers 34' ( Vreman), Nieuwpoort, Keurntjes, Kaak 85', Diemers 83', Driver, Koolhof 40' 60' ( Bannink), Parzyszek, Van den Hurk 70' ( Van Overbeek) RESERVEBANK: Heusinkveld, El Malki, De Koning, Huntelaar, Versteeg | De Fockert, Rutten, Röseler, Promes 80' ( Korkmaz), Janssen, Post 45', Receveur 27' 72' ( Dekker), Sleegers, V. van Crooij 88', Seuntjens, Hunte 46' ( Resida) RESERVEBANK: D. van Crooij, Oomen, Bogaerts, Respen, Bezzat |  |
| Bijz.: Clint Leemans automatisch geschorst na 2× geel in 1 wedstrijd.    |               |           |                          | | |  |

Speelronde 6:
| vrijdag 9 september 2016, 20:00                                      | VVV-Venlo | 0-1 (0-1) | FC Volendam | Opstelling VVV-Venlo | Opstelling FC Volendam |  |
| Stadion: Stadion De Koel, Venlo Toeschouwers: 4.356 Arbiter: Nijhuis |           |           | 28' Tuijp   | De Fockert, Rutten, Röseler, Promes 69' ( Resida), Janssen 36' ( Dekker), Post , Leemans, Sleegers, V. van Crooij, Seuntjens, Hunte 46' ( Receveur) RESERVEBANK: D. van Crooij, Oomen, Korkmaz, Tashima, Respen | Verhulst 88', Evers, Schilder, Schouten, Kok, Visser, Van Kippersluis 90' ( Hilterman), Veerman 20' 77' ( Esseboom), Van Son 90', Tuijp 82' ( Lo Fo Sang), Van Velzen RESERVEBANK: Van Stappershoef, Vlak, Smorenberg, El Hamdi |  |
| Stadion: Stadion De Koel, Venlo Toeschouwers: 4.356 Arbiter: Nijhuis |           |           |             | De Fockert, Rutten, Röseler, Promes 69' ( Resida), Janssen 36' ( Dekker), Post , Leemans, Sleegers, V. van Crooij, Seuntjens, Hunte 46' ( Receveur) RESERVEBANK: D. van Crooij, Oomen, Korkmaz, Tashima, Respen | Verhulst 88', Evers, Schilder, Schouten, Kok, Visser, Van Kippersluis 90' ( Hilterman), Veerman 20' 77' ( Esseboom), Van Son 90', Tuijp 82' ( Lo Fo Sang), Van Velzen RESERVEBANK: Van Stappershoef, Vlak, Smorenberg, El Hamdi |  |
| Stadion: Stadion De Koel, Venlo Toeschouwers: 4.356 Arbiter: Nijhuis |           |           |             | De Fockert, Rutten, Röseler, Promes 69' ( Resida), Janssen 36' ( Dekker), Post , Leemans, Sleegers, V. van Crooij, Seuntjens, Hunte 46' ( Receveur) RESERVEBANK: D. van Crooij, Oomen, Korkmaz, Tashima, Respen | Verhulst 88', Evers, Schilder, Schouten, Kok, Visser, Van Kippersluis 90' ( Hilterman), Veerman 20' 77' ( Esseboom), Van Son 90', Tuijp 82' ( Lo Fo Sang), Van Velzen RESERVEBANK: Van Stappershoef, Vlak, Smorenberg, El Hamdi |  |
|                                                                      |           |           |             | | |  |

Speelronde 7:
| vrijdag 16 september 2016, 20:00                                              | Helmond Sport                     | 2-1 (0-0) | VVV-Venlo                | Opstelling Helmond Sport | Opstelling VVV-Venlo |  |
| Stadion: Lavans Stadion, Helmond Toeschouwers: 2.397 Arbiter: Van den Kerkhof | 82' (pen.) Ten Den 87' Zeldenrust |           | 85' (pen.) V. van Crooij | Kaya, Verkennis, Warmolts , Verkoelen, Justiana, Edwards, Braber 84', Bourdouxhe, Hiwat 56' ( Ten Den), Thomassen, Zeldenrust RESERVEBANK: Van Gassel, Brulmans, Van Lankveld, De Louw, Höcher, Hasani | De Fockert, Rutten 70' ( Dekker), Röseler 81' 86' ( Resida), Promes, Janssen 73', Post , Opoku 74' ( Hunte), Leemans, V. van Crooij, Seuntjens, Sleegers RESERVEBANK: D. van Crooij, Oomen, Korkmaz, Receveur, Tashima, Bogaerts |  |
| Stadion: Lavans Stadion, Helmond Toeschouwers: 2.397 Arbiter: Van den Kerkhof |                                   |           |                          | Kaya, Verkennis, Warmolts , Verkoelen, Justiana, Edwards, Braber 84', Bourdouxhe, Hiwat 56' ( Ten Den), Thomassen, Zeldenrust RESERVEBANK: Van Gassel, Brulmans, Van Lankveld, De Louw, Höcher, Hasani | De Fockert, Rutten 70' ( Dekker), Röseler 81' 86' ( Resida), Promes, Janssen 73', Post , Opoku 74' ( Hunte), Leemans, V. van Crooij, Seuntjens, Sleegers RESERVEBANK: D. van Crooij, Oomen, Korkmaz, Receveur, Tashima, Bogaerts |  |
| Stadion: Lavans Stadion, Helmond Toeschouwers: 2.397 Arbiter: Van den Kerkhof |                                   |           |                          | Kaya, Verkennis, Warmolts , Verkoelen, Justiana, Edwards, Braber 84', Bourdouxhe, Hiwat 56' ( Ten Den), Thomassen, Zeldenrust RESERVEBANK: Van Gassel, Brulmans, Van Lankveld, De Louw, Höcher, Hasani | De Fockert, Rutten 70' ( Dekker), Röseler 81' 86' ( Resida), Promes, Janssen 73', Post , Opoku 74' ( Hunte), Leemans, V. van Crooij, Seuntjens, Sleegers RESERVEBANK: D. van Crooij, Oomen, Korkmaz, Receveur, Tashima, Bogaerts |  |
| Bijz.: Eerste uitnederlaag van het seizoen.                                   |                                   |           |                          | | |  |

Speelronde 8:
| vrijdag 23 september 2016, 20:00                                       | VVV-Venlo                                   | 2-0 (1-0) | Jong FC Utrecht | Opstelling VVV-Venlo | Opstelling Jong FC Utrecht |  |
| Stadion: Stadion De Koel, Venlo Toeschouwers: 3.813 Arbiter: C. Mulder | 8' (pen.) Seuntjens 10' Seuntjens 53' Hunte |           |                 | De Fockert, Dekker, Röseler, Promes 61', Janssen, Post 80', V. van Crooij 13', Leemans, Resida 61' ( Opoku), Seuntjens, Hunte 71' ( Sleegers) RESERVEBANK: D. van Crooij, Oomen, Korkmaz, Receveur, Tashima, Joosten, Rijkers | Heus, Ulusoy, Abena, De Lange , Van Eijk, Van der Meer 46' ( Peijnenburg), Boukhari, Velanas 68' ( Sneijder), Peterson, Van der Moot 74' ( Antwi), Sow 61' RESERVEBANK: Meendering, Van Rooijen, Tesselaar |  |
| Stadion: Stadion De Koel, Venlo Toeschouwers: 3.813 Arbiter: C. Mulder |                                             |           |                 | De Fockert, Dekker, Röseler, Promes 61', Janssen, Post 80', V. van Crooij 13', Leemans, Resida 61' ( Opoku), Seuntjens, Hunte 71' ( Sleegers) RESERVEBANK: D. van Crooij, Oomen, Korkmaz, Receveur, Tashima, Joosten, Rijkers | Heus, Ulusoy, Abena, De Lange , Van Eijk, Van der Meer 46' ( Peijnenburg), Boukhari, Velanas 68' ( Sneijder), Peterson, Van der Moot 74' ( Antwi), Sow 61' RESERVEBANK: Meendering, Van Rooijen, Tesselaar |  |
| Stadion: Stadion De Koel, Venlo Toeschouwers: 3.813 Arbiter: C. Mulder |                                             |           |                 | De Fockert, Dekker, Röseler, Promes 61', Janssen, Post 80', V. van Crooij 13', Leemans, Resida 61' ( Opoku), Seuntjens, Hunte 71' ( Sleegers) RESERVEBANK: D. van Crooij, Oomen, Korkmaz, Receveur, Tashima, Joosten, Rijkers | Heus, Ulusoy, Abena, De Lange , Van Eijk, Van der Meer 46' ( Peijnenburg), Boukhari, Velanas 68' ( Sneijder), Peterson, Van der Moot 74' ( Antwi), Sow 61' RESERVEBANK: Meendering, Van Rooijen, Tesselaar |  |
|                                                                        |                                             |           |                 | | |  |

Speelronde 9:
| vrijdag 30 september 2016, 20:00                                            | Achilles '29 | 0-3 (0-0) | VVV-Venlo                         | Opstelling Achilles '29 | Opstelling VVV-Venlo |  |
| Stadion: Sportpark De Heikant, Groesbeek Toeschouwers: 1.640 Arbiter: Kooij |              |           | 50' Seuntjens 57' Hunte 78' Opoku | Te Loeke, Bökkerink, Zeller 34', Raterink, Dekkers, Van Steen, Sequeira 75' ( Popalzay), Van de Beek 44' 60' ( Versteegen), Thoone, Boogers 60' ( Sürmeli), Hendriks RESERVEBANK: Van Beers, Gortemaker, Ramezani, Van Riel, Hemmink | De Fockert, Röseler, Promes, Janssen, Leemans, Post 40', Opoku, V. van Crooij, Resida 77' ( Sleegers), Seuntjens, Hunte 86' 89' ( Receveur) RESERVEBANK: D. van Crooij, Oomen, Dekker, Korkmaz, Tashima, Bezzat |  |
| Stadion: Sportpark De Heikant, Groesbeek Toeschouwers: 1.640 Arbiter: Kooij |              |           |                                   | Te Loeke, Bökkerink, Zeller 34', Raterink, Dekkers, Van Steen, Sequeira 75' ( Popalzay), Van de Beek 44' 60' ( Versteegen), Thoone, Boogers 60' ( Sürmeli), Hendriks RESERVEBANK: Van Beers, Gortemaker, Ramezani, Van Riel, Hemmink | De Fockert, Röseler, Promes, Janssen, Leemans, Post 40', Opoku, V. van Crooij, Resida 77' ( Sleegers), Seuntjens, Hunte 86' 89' ( Receveur) RESERVEBANK: D. van Crooij, Oomen, Dekker, Korkmaz, Tashima, Bezzat |  |
| Stadion: Sportpark De Heikant, Groesbeek Toeschouwers: 1.640 Arbiter: Kooij |              |           |                                   | Te Loeke, Bökkerink, Zeller 34', Raterink, Dekkers, Van Steen, Sequeira 75' ( Popalzay), Van de Beek 44' 60' ( Versteegen), Thoone, Boogers 60' ( Sürmeli), Hendriks RESERVEBANK: Van Beers, Gortemaker, Ramezani, Van Riel, Hemmink | De Fockert, Röseler, Promes, Janssen, Leemans, Post 40', Opoku, V. van Crooij, Resida 77' ( Sleegers), Seuntjens, Hunte 86' 89' ( Receveur) RESERVEBANK: D. van Crooij, Oomen, Dekker, Korkmaz, Tashima, Bezzat |  |
| Bijz.: VVV winnaar eerste play-offs ticket                                  |              |           |                                   | | |  |

Speelronde 10:
| vrijdag 14 oktober 2016, 20:00                                                                                   | Fortuna Sittard                  | 2-0 (0-0) | VVV-Venlo | Opstelling Fortuna Sittard | Opstelling VVV-Venlo |  |
| Stadion: Fortuna Sittard Stadion, Sittard Toeschouwers: 2.450 Arbiter: S. Mulder                                 | 48' (pen.) Khalouta 64' Van Hout |           |           | Ter Wielen, Braun, De Regt , Hadzhiev, Ospitalieri 29', Mares, Briels, Van Hout 78' 80' ( Dianessy), Aškovski 12' ( Torunarigha), Kurt 78' 88' ( Schuurs), Khalouta 38' RESERVEBANK: Van der Helm, Van de Walle, Dautović, Saddiki, Purzycki, Smeets, Vlijter | De Fockert, Röseler, Promes, Janssen 47', Leemans, Post 70' ( Receveur), Opoku 85' ( Sleegers), V. van Crooij, Resida 53' ( Korkmaz 73'), Seuntjens, Hunte RESERVEBANK: D. van Crooij, Custers, Dekker, Tashima, Respen, Bezzat |  |
| Stadion: Fortuna Sittard Stadion, Sittard Toeschouwers: 2.450 Arbiter: S. Mulder                                 |                                  |           |           | Ter Wielen, Braun, De Regt , Hadzhiev, Ospitalieri 29', Mares, Briels, Van Hout 78' 80' ( Dianessy), Aškovski 12' ( Torunarigha), Kurt 78' 88' ( Schuurs), Khalouta 38' RESERVEBANK: Van der Helm, Van de Walle, Dautović, Saddiki, Purzycki, Smeets, Vlijter | De Fockert, Röseler, Promes, Janssen 47', Leemans, Post 70' ( Receveur), Opoku 85' ( Sleegers), V. van Crooij, Resida 53' ( Korkmaz 73'), Seuntjens, Hunte RESERVEBANK: D. van Crooij, Custers, Dekker, Tashima, Respen, Bezzat |  |
| Stadion: Fortuna Sittard Stadion, Sittard Toeschouwers: 2.450 Arbiter: S. Mulder                                 |                                  |           |           | Ter Wielen, Braun, De Regt , Hadzhiev, Ospitalieri 29', Mares, Briels, Van Hout 78' 80' ( Dianessy), Aškovski 12' ( Torunarigha), Kurt 78' 88' ( Schuurs), Khalouta 38' RESERVEBANK: Van der Helm, Van de Walle, Dautović, Saddiki, Purzycki, Smeets, Vlijter | De Fockert, Röseler, Promes, Janssen 47', Leemans, Post 70' ( Receveur), Opoku 85' ( Sleegers), V. van Crooij, Resida 53' ( Korkmaz 73'), Seuntjens, Hunte RESERVEBANK: D. van Crooij, Custers, Dekker, Tashima, Respen, Bezzat |  |
| Bijz.: 100e competitiewedstrijd in betaald voetbal Tim Receveur. 100e competitiewedstrijd Danny Post namens VVV. |                                  |           |           | | |  |

Speelronde 11:
| vrijdag 21 oktober 2016, 20:00                                       | VVV-Venlo                                         | 3-1 (2-1) | FC Den Bosch      | Opstelling VVV-Venlo | Opstelling FC Den Bosch |  |
| Stadion: Stadion De Koel, Venlo Toeschouwers: 4.612 Arbiter: Gerrets | 11' (e.d.) Fernandes 43' Opoku 90' (pen.) Leemans |           | 12' Van der Sande | De Fockert, Dekker 78' ( Receveur), Röseler, Promes, Korkmaz, Post , Opoku, Leemans, V. van Crooij 79' 90' ( Resida), Seuntjens, Hunte 72' ( Sleegers) RESERVEBANK: D. van Crooij, Custers, Joosten, Rijkers, Tashima, Respen, Bezzat | Heemskerk, Maatsen, Biemans, Van der Winden 81' ( Heymans 90'), Fernandes, Beltrame 83' ( Bouyaghlafen), Brouwers 89' ( Bolsius), Vossebelt 37', Havar 30', Robinson, Van der Sande RESERVEBANK: Vos, Kersten, Azizov, Haddouchi |  |
| Stadion: Stadion De Koel, Venlo Toeschouwers: 4.612 Arbiter: Gerrets |                                                   |           |                   | De Fockert, Dekker 78' ( Receveur), Röseler, Promes, Korkmaz, Post , Opoku, Leemans, V. van Crooij 79' 90' ( Resida), Seuntjens, Hunte 72' ( Sleegers) RESERVEBANK: D. van Crooij, Custers, Joosten, Rijkers, Tashima, Respen, Bezzat | Heemskerk, Maatsen, Biemans, Van der Winden 81' ( Heymans 90'), Fernandes, Beltrame 83' ( Bouyaghlafen), Brouwers 89' ( Bolsius), Vossebelt 37', Havar 30', Robinson, Van der Sande RESERVEBANK: Vos, Kersten, Azizov, Haddouchi |  |
| Stadion: Stadion De Koel, Venlo Toeschouwers: 4.612 Arbiter: Gerrets |                                                   |           |                   | De Fockert, Dekker 78' ( Receveur), Röseler, Promes, Korkmaz, Post , Opoku, Leemans, V. van Crooij 79' 90' ( Resida), Seuntjens, Hunte 72' ( Sleegers) RESERVEBANK: D. van Crooij, Custers, Joosten, Rijkers, Tashima, Respen, Bezzat | Heemskerk, Maatsen, Biemans, Van der Winden 81' ( Heymans 90'), Fernandes, Beltrame 83' ( Bouyaghlafen), Brouwers 89' ( Bolsius), Vossebelt 37', Havar 30', Robinson, Van der Sande RESERVEBANK: Vos, Kersten, Azizov, Haddouchi |  |
| Bijz.: Janssen geschorst na rode kaart                               |                                                   |           |                   | | |  |

Speelronde 12:
| maandag 31 oktober 2016, 20:00                                                  | Jong Ajax | 0-4 (0-3) | VVV-Venlo                                    | Opstelling Jong Ajax | Opstelling VVV-Venlo |  |
| Stadion: Sportpark De Toekomst, Amsterdam Toeschouwers: 1.183 Arbiter: Manschot |           |           | 10' Leemans 15' Opoku 42' Sleegers 85' Opoku | Leeuwenburgh, Lartey-Sanniez, De Ligt, Westermann 63', Dankerlui 46' ( Savastano), Van de Beek, De Jong, Clement 21' ( Mazraoui), Černý 71', Cassierra, Dekker 79' ( Bay) RESERVEBANK: Van Bladeren, Bergsma | D. van Crooij, Dekker, Röseler, Promes, Janssen, Post 61', Opoku 45' 88' ( Receveur), Leemans, V. van Crooij 86' ( Resida), Seuntjens, Sleegers 75' ( Hunte) RESERVEBANK: De Fockert, Oomen, Korkmaz, Tashima, Respen, Bezzat |  |
| Stadion: Sportpark De Toekomst, Amsterdam Toeschouwers: 1.183 Arbiter: Manschot |           |           |                                              | Leeuwenburgh, Lartey-Sanniez, De Ligt, Westermann 63', Dankerlui 46' ( Savastano), Van de Beek, De Jong, Clement 21' ( Mazraoui), Černý 71', Cassierra, Dekker 79' ( Bay) RESERVEBANK: Van Bladeren, Bergsma | D. van Crooij, Dekker, Röseler, Promes, Janssen, Post 61', Opoku 45' 88' ( Receveur), Leemans, V. van Crooij 86' ( Resida), Seuntjens, Sleegers 75' ( Hunte) RESERVEBANK: De Fockert, Oomen, Korkmaz, Tashima, Respen, Bezzat |  |
| Stadion: Sportpark De Toekomst, Amsterdam Toeschouwers: 1.183 Arbiter: Manschot |           |           |                                              | Leeuwenburgh, Lartey-Sanniez, De Ligt, Westermann 63', Dankerlui 46' ( Savastano), Van de Beek, De Jong, Clement 21' ( Mazraoui), Černý 71', Cassierra, Dekker 79' ( Bay) RESERVEBANK: Van Bladeren, Bergsma | D. van Crooij, Dekker, Röseler, Promes, Janssen, Post 61', Opoku 45' 88' ( Receveur), Leemans, V. van Crooij 86' ( Resida), Seuntjens, Sleegers 75' ( Hunte) RESERVEBANK: De Fockert, Oomen, Korkmaz, Tashima, Respen, Bezzat |  |
|                                                                                 |           |           |                                              | | |  |

Speelronde 13:
| vrijdag 4 november 2016, 20:00                                             | VVV-Venlo                                          | 3-1 (1-1) | FC Dordrecht      | Opstelling VVV-Venlo | Opstelling FC Dordrecht |  |
| Stadion: Stadion De Koel, Venlo Toeschouwers: 4.227 Arbiter: Van de Graaf  | 22' V. van Crooij 53' (pen.) Leemans 81' Seuntjens |           | 45' (pen.) Chacón | D. van Crooij, Dekker 54', Röseler, Promes , Janssen 78', Leemans, Opoku, V. van Crooij 90' ( Respen), Sleegers 67' ( Resida), Seuntjens, Hunte 81' ( Receveur 90') RESERVEBANK: De Fockert, Oomen, Korkmaz, Tashima, Bezzat | Coremans, Klooster, Thompson 85' ( Vleugels), Alkan , De Nooijer 90', Van Wermeskerken 60', Van Haaren, Kramer 52' 85' ( Boogers), Thomas, Chacón, Da Cruz 22' RESERVEBANK: Antman, Hilgen, Boers, Hak, Pisas, Cijntje |  |
| Stadion: Stadion De Koel, Venlo Toeschouwers: 4.227 Arbiter: Van de Graaf  |                                                    |           |                   | D. van Crooij, Dekker 54', Röseler, Promes , Janssen 78', Leemans, Opoku, V. van Crooij 90' ( Respen), Sleegers 67' ( Resida), Seuntjens, Hunte 81' ( Receveur 90') RESERVEBANK: De Fockert, Oomen, Korkmaz, Tashima, Bezzat | Coremans, Klooster, Thompson 85' ( Vleugels), Alkan , De Nooijer 90', Van Wermeskerken 60', Van Haaren, Kramer 52' 85' ( Boogers), Thomas, Chacón, Da Cruz 22' RESERVEBANK: Antman, Hilgen, Boers, Hak, Pisas, Cijntje |  |
| Stadion: Stadion De Koel, Venlo Toeschouwers: 4.227 Arbiter: Van de Graaf  |                                                    |           |                   | D. van Crooij, Dekker 54', Röseler, Promes , Janssen 78', Leemans, Opoku, V. van Crooij 90' ( Respen), Sleegers 67' ( Resida), Seuntjens, Hunte 81' ( Receveur 90') RESERVEBANK: De Fockert, Oomen, Korkmaz, Tashima, Bezzat | Coremans, Klooster, Thompson 85' ( Vleugels), Alkan , De Nooijer 90', Van Wermeskerken 60', Van Haaren, Kramer 52' 85' ( Boogers), Thomas, Chacón, Da Cruz 22' RESERVEBANK: Antman, Hilgen, Boers, Hak, Pisas, Cijntje |  |
| Bijz.: Post geschorst vanwege 5e gele kaart. Competitiedebuut Juul Respen. |                                                    |           |                   | | |  |

Speelronde 14:
| vrijdag 18 november 2016, 20:00                                                                     | NAC Breda | 0-0 (0-0) | VVV-Venlo | Opstelling NAC Breda | Opstelling VVV-Venlo |  |
| Stadion: Rat Verlegh Stadion, Breda Toeschouwers: 16.753 Arbiter: Makkelie                          |           |           |           | Brondeel, Sporkslede, O'Neill, Verschueren, Smith-Brown, Stans 76' ( El Allouchi), Rommens, Nijholt, Korte, Dessers, Barker RESERVEBANK: Van der Maaten, Noppert, Van Diermen, Demon, Haemhouts, Damen, Vermeer, Faupala, Adarabioyo | D. van Crooij, Rutten 73' ( Dekker), Promes, Röseler, Janssen, Post 10', Opoku, Leemans, V. van Crooij, Seuntjens, Sleegers 84' ( Hunte 90') RESERVEBANK: De Fockert, Oomen, Korkmaz, Tashima, Resida, Respen, Bezzat |  |
| Stadion: Rat Verlegh Stadion, Breda Toeschouwers: 16.753 Arbiter: Makkelie                          |           |           |           | Brondeel, Sporkslede, O'Neill, Verschueren, Smith-Brown, Stans 76' ( El Allouchi), Rommens, Nijholt, Korte, Dessers, Barker RESERVEBANK: Van der Maaten, Noppert, Van Diermen, Demon, Haemhouts, Damen, Vermeer, Faupala, Adarabioyo | D. van Crooij, Rutten 73' ( Dekker), Promes, Röseler, Janssen, Post 10', Opoku, Leemans, V. van Crooij, Seuntjens, Sleegers 84' ( Hunte 90') RESERVEBANK: De Fockert, Oomen, Korkmaz, Tashima, Resida, Respen, Bezzat |  |
| Stadion: Rat Verlegh Stadion, Breda Toeschouwers: 16.753 Arbiter: Makkelie                          |           |           |           | Brondeel, Sporkslede, O'Neill, Verschueren, Smith-Brown, Stans 76' ( El Allouchi), Rommens, Nijholt, Korte, Dessers, Barker RESERVEBANK: Van der Maaten, Noppert, Van Diermen, Demon, Haemhouts, Damen, Vermeer, Faupala, Adarabioyo | D. van Crooij, Rutten 73' ( Dekker), Promes, Röseler, Janssen, Post 10', Opoku, Leemans, V. van Crooij, Seuntjens, Sleegers 84' ( Hunte 90') RESERVEBANK: De Fockert, Oomen, Korkmaz, Tashima, Resida, Respen, Bezzat |  |
| Bijz.: Receveur geschorst na rode kaart. 100e competitiewedstrijd in betaald voetbal Clint Leemans. |           |           |           | | |  |

Speelronde 15:
| vrijdag 25 november 2016, 20:00                                  | Almere City FC | 0-2 (0-1) | VVV-Venlo                     | Opstelling Almere City FC | Opstelling VVV-Venlo |  |
| Stadion: Yanmar Stadion, Almere Toeschouwers: 2.276 Arbiter: Bax |                |           | 38' Leemans 58' V. van Crooij | Kramer, Salasiwa, Ramsteijn , Mirani, Quasten 79' ( Van der Water), Overtoom, Arica 78', Vet 66' ( Waalkens), Mac-Donald, Ten Voorde, Ahannach RESERVEBANK: Pistoor, Lanser, Metalsi, Rijsdijk, Tadmine | D. van Crooij, Rutten 36' ( Dekker 82'), Promes, Röseler, Janssen, Post 23', Seuntjens 89' 90' ( Receveur), Leemans, V. van Crooij, Opoku, Hunte 32' 85' ( Sleegers) RESERVEBANK: De Fockert, Oomen, Korkmaz, Resida, Respen |  |
| Stadion: Yanmar Stadion, Almere Toeschouwers: 2.276 Arbiter: Bax |                |           |                               | Kramer, Salasiwa, Ramsteijn , Mirani, Quasten 79' ( Van der Water), Overtoom, Arica 78', Vet 66' ( Waalkens), Mac-Donald, Ten Voorde, Ahannach RESERVEBANK: Pistoor, Lanser, Metalsi, Rijsdijk, Tadmine | D. van Crooij, Rutten 36' ( Dekker 82'), Promes, Röseler, Janssen, Post 23', Seuntjens 89' 90' ( Receveur), Leemans, V. van Crooij, Opoku, Hunte 32' 85' ( Sleegers) RESERVEBANK: De Fockert, Oomen, Korkmaz, Resida, Respen |  |
| Stadion: Yanmar Stadion, Almere Toeschouwers: 2.276 Arbiter: Bax |                |           |                               | Kramer, Salasiwa, Ramsteijn , Mirani, Quasten 79' ( Van der Water), Overtoom, Arica 78', Vet 66' ( Waalkens), Mac-Donald, Ten Voorde, Ahannach RESERVEBANK: Pistoor, Lanser, Metalsi, Rijsdijk, Tadmine | D. van Crooij, Rutten 36' ( Dekker 82'), Promes, Röseler, Janssen, Post 23', Seuntjens 89' 90' ( Receveur), Leemans, V. van Crooij, Opoku, Hunte 32' 85' ( Sleegers) RESERVEBANK: De Fockert, Oomen, Korkmaz, Resida, Respen |  |
| Bijz.: 100e competitiewedstrijd in betaald voetbal Torino Hunte. |                |           |                               | | |  |

Speelronde 16:
| maandag 28 november 2016, 20:00                                    | VVV-Venlo                                          | 4-0 (1-0) | RKC Waalwijk | Opstelling VVV-Venlo | Opstelling RKC Waalwijk |  |
| Stadion: Stadion De Koel, Venlo Toeschouwers: 4.239 Arbiter: Pérez | 18' Post 71' Seuntjens 73' V. van Crooij 80' Opoku |           |              | D. van Crooij, Dekker, Promes, Röseler 75' ( Receveur), Janssen, Post , Seuntjens, Leemans 81' ( Sleegers), V. van Crooij, Opoku, Hunte 68' ( Resida) RESERVEBANK: De Fockert, Oomen, Korkmaz, Tashima, Respen, Bezzat | Williams, G. Ndefe, Greene, Wormgoor, Seedorf, Mezghrani, Nieuwendaal 39', Rienstra, Sanoh 71' ( Mohamadi), Voskamp, Langedijk 22' 87' ( Van Arnhem) RESERVEBANK: Vaessen, Bijdevier, Engberink, Van de Sande, Anderson, Najah, Sifneos, R. Ndefe |  |
| Stadion: Stadion De Koel, Venlo Toeschouwers: 4.239 Arbiter: Pérez |                                                    |           |              | D. van Crooij, Dekker, Promes, Röseler 75' ( Receveur), Janssen, Post , Seuntjens, Leemans 81' ( Sleegers), V. van Crooij, Opoku, Hunte 68' ( Resida) RESERVEBANK: De Fockert, Oomen, Korkmaz, Tashima, Respen, Bezzat | Williams, G. Ndefe, Greene, Wormgoor, Seedorf, Mezghrani, Nieuwendaal 39', Rienstra, Sanoh 71' ( Mohamadi), Voskamp, Langedijk 22' 87' ( Van Arnhem) RESERVEBANK: Vaessen, Bijdevier, Engberink, Van de Sande, Anderson, Najah, Sifneos, R. Ndefe |  |
| Stadion: Stadion De Koel, Venlo Toeschouwers: 4.239 Arbiter: Pérez |                                                    |           |              | D. van Crooij, Dekker, Promes, Röseler 75' ( Receveur), Janssen, Post , Seuntjens, Leemans 81' ( Sleegers), V. van Crooij, Opoku, Hunte 68' ( Resida) RESERVEBANK: De Fockert, Oomen, Korkmaz, Tashima, Respen, Bezzat | Williams, G. Ndefe, Greene, Wormgoor, Seedorf, Mezghrani, Nieuwendaal 39', Rienstra, Sanoh 71' ( Mohamadi), Voskamp, Langedijk 22' 87' ( Van Arnhem) RESERVEBANK: Vaessen, Bijdevier, Engberink, Van de Sande, Anderson, Najah, Sifneos, R. Ndefe |  |
|                                                                    |                                                    |           |              | | |  |

Speelronde 17:
| vrijdag 2 december 2016, 20:00                                       | VVV-Venlo | 1-1 (1-0) | Telstar        | Opstelling VVV-Venlo | Opstelling Telstar |  |
| Stadion: Stadion De Koel, Venlo Toeschouwers: 4.621 Arbiter: Oostrom | 45' Opoku |           | 83' Van Berkel | D. van Crooij, Dekker, Promes 28', Röseler, Janssen, Post , Seuntjens, Leemans 37' 86' ( Sleegers), V. van Crooij, Opoku, Hunte 63' ( Resida) RESERVEBANK: De Fockert, Custers, Korkmaz, Receveur, Tashima, Respen | Zonneveld 17', Van Huizen, Korpershoek , Van Berkel, Tutuarima, Van den Broek, Džepar 42', Abdulahi 21' ( De Jong), Serrarens 61', Mahmudov 79' ( Ajnane), Zamouri 63' ( Donald) RESERVEBANK: Beissel, Van den Houten, Knol, Yamazaki, Philips |  |
| Stadion: Stadion De Koel, Venlo Toeschouwers: 4.621 Arbiter: Oostrom |           |           |                | D. van Crooij, Dekker, Promes 28', Röseler, Janssen, Post , Seuntjens, Leemans 37' 86' ( Sleegers), V. van Crooij, Opoku, Hunte 63' ( Resida) RESERVEBANK: De Fockert, Custers, Korkmaz, Receveur, Tashima, Respen | Zonneveld 17', Van Huizen, Korpershoek , Van Berkel, Tutuarima, Van den Broek, Džepar 42', Abdulahi 21' ( De Jong), Serrarens 61', Mahmudov 79' ( Ajnane), Zamouri 63' ( Donald) RESERVEBANK: Beissel, Van den Houten, Knol, Yamazaki, Philips |  |
| Stadion: Stadion De Koel, Venlo Toeschouwers: 4.621 Arbiter: Oostrom |           |           |                | D. van Crooij, Dekker, Promes 28', Röseler, Janssen, Post , Seuntjens, Leemans 37' 86' ( Sleegers), V. van Crooij, Opoku, Hunte 63' ( Resida) RESERVEBANK: De Fockert, Custers, Korkmaz, Receveur, Tashima, Respen | Zonneveld 17', Van Huizen, Korpershoek , Van Berkel, Tutuarima, Van den Broek, Džepar 42', Abdulahi 21' ( De Jong), Serrarens 61', Mahmudov 79' ( Ajnane), Zamouri 63' ( Donald) RESERVEBANK: Beissel, Van den Houten, Knol, Yamazaki, Philips |  |
| Bijz.: 150e competitiewedstrijd in betaald voetbal Nils Röseler.     |           |           |                | | |  |

Speelronde 18:
| vrijdag 9 december 2016, 20:00                                      | FC Emmen    | 1-2 (0-1) | VVV-Venlo          | Opstelling FC Emmen | Opstelling VVV-Venlo |  |
| Stadion: JENS Vesting, Emmen Toeschouwers: 2.866 Arbiter: S. Mulder | 75' Siekman |           | 4' Opoku 65' Hunte | Telgenkamp, Klok, Lima, Siekman, Fleuren, Olijve , Bos, Mannes 63' ( Loen), Huisman 78', Krohne 46' ( Maier), Peters 57' ( Kallon) RESERVEBANK: Sietsma, Elmali, Wielink, Aslan, Barić, Reinders, Scheper | D. van Crooij, Dekker, Promes 83' ( Receveur), Röseler, Janssen, Post , Seuntjens, Leemans, V. van Crooij, Opoku 90' ( Korkmaz), Resida 59' ( Hunte) RESERVEBANK: De Fockert, Oomen, Tashima, Sleegers |  |
| Stadion: JENS Vesting, Emmen Toeschouwers: 2.866 Arbiter: S. Mulder |             |           |                    | Telgenkamp, Klok, Lima, Siekman, Fleuren, Olijve , Bos, Mannes 63' ( Loen), Huisman 78', Krohne 46' ( Maier), Peters 57' ( Kallon) RESERVEBANK: Sietsma, Elmali, Wielink, Aslan, Barić, Reinders, Scheper | D. van Crooij, Dekker, Promes 83' ( Receveur), Röseler, Janssen, Post , Seuntjens, Leemans, V. van Crooij, Opoku 90' ( Korkmaz), Resida 59' ( Hunte) RESERVEBANK: De Fockert, Oomen, Tashima, Sleegers |  |
| Stadion: JENS Vesting, Emmen Toeschouwers: 2.866 Arbiter: S. Mulder |             |           |                    | Telgenkamp, Klok, Lima, Siekman, Fleuren, Olijve , Bos, Mannes 63' ( Loen), Huisman 78', Krohne 46' ( Maier), Peters 57' ( Kallon) RESERVEBANK: Sietsma, Elmali, Wielink, Aslan, Barić, Reinders, Scheper | D. van Crooij, Dekker, Promes 83' ( Receveur), Röseler, Janssen, Post , Seuntjens, Leemans, V. van Crooij, Opoku 90' ( Korkmaz), Resida 59' ( Hunte) RESERVEBANK: De Fockert, Oomen, Tashima, Sleegers |  |
|                                                                     |             |           |                    | | |  |

Speelronde 19:
| vrijdag 16 december 2016, 20:00                                        | VVV-Venlo    | 1-0 (0-0) | FC Eindhoven | Opstelling VVV-Venlo | Opstelling FC Eindhoven |  |
| Stadion: Stadion De Koel, Venlo Toeschouwers: 4.722 Arbiter: Dieperink | 65' Sleegers |           |              | D. van Crooij, Dekker 46' ( Resida), Promes, Röseler, Janssen, Post 80', Seuntjens, Leemans, V. van Crooij 83' ( Korkmaz), Opoku, Hunte 63' ( Sleegers) RESERVEBANK: De Fockert, Oomen, Receveur, Rijkers | Swinkels, Horsten, Sprockel, Van den Buijs , Gunst 45' 69' ( Bousbiba), Deschilder 45', Alemão 53' ( Swinnen), Vloet, Caenepeel 42', Lieder 85' ( Van de Velde), De Silva RESERVEBANK: De Vriendt, Smit, De Wilde, Durwael, Loof, Rossen, Rowell, Vandeputte, Uiterloo |  |
| Stadion: Stadion De Koel, Venlo Toeschouwers: 4.722 Arbiter: Dieperink |              |           |              | D. van Crooij, Dekker 46' ( Resida), Promes, Röseler, Janssen, Post 80', Seuntjens, Leemans, V. van Crooij 83' ( Korkmaz), Opoku, Hunte 63' ( Sleegers) RESERVEBANK: De Fockert, Oomen, Receveur, Rijkers | Swinkels, Horsten, Sprockel, Van den Buijs , Gunst 45' 69' ( Bousbiba), Deschilder 45', Alemão 53' ( Swinnen), Vloet, Caenepeel 42', Lieder 85' ( Van de Velde), De Silva RESERVEBANK: De Vriendt, Smit, De Wilde, Durwael, Loof, Rossen, Rowell, Vandeputte, Uiterloo |  |
| Stadion: Stadion De Koel, Venlo Toeschouwers: 4.722 Arbiter: Dieperink |              |           |              | D. van Crooij, Dekker 46' ( Resida), Promes, Röseler, Janssen, Post 80', Seuntjens, Leemans, V. van Crooij 83' ( Korkmaz), Opoku, Hunte 63' ( Sleegers) RESERVEBANK: De Fockert, Oomen, Receveur, Rijkers | Swinkels, Horsten, Sprockel, Van den Buijs , Gunst 45' 69' ( Bousbiba), Deschilder 45', Alemão 53' ( Swinnen), Vloet, Caenepeel 42', Lieder 85' ( Van de Velde), De Silva RESERVEBANK: De Vriendt, Smit, De Wilde, Durwael, Loof, Rossen, Rowell, Vandeputte, Uiterloo |  |
| Bijz.: Laatste competitiewedstrijd voor de winterstop.                 |              |           |              | | |  |

Speelronde 20:
| vrijdag 13 januari 2017, 20:00                                                                                | SC Cambuur | 0-2 (0-2) | VVV-Venlo             | Opstelling SC Cambuur | Opstelling VVV-Venlo |  |
| Stadion: Cambuurstadion, Leeuwarden Toeschouwers: 7.420 Arbiter: Manschot                                     |            |           | 37' Opoku 45' Röseler | Zeinstra, Anderson 46' ( Tissoudali), Blackson 46' ( Hemmen), El Baad, Schilder 76' ( Conraad), Houtkoop, E. Bakker , Monteiro, Van de Streek, Hoefdraad, Barto RESERVEBANK: Nienhuis, Bos, Boutzamar, Akhamrane | D. van Crooij, Dekker, Promes, Röseler, Janssen, Post , Seuntjens, Leemans, V. van Crooij 55', Opoku 19', Hunte 67' ( Sleegers) RESERVEBANK: De Fockert, Oomen, Korkmaz, Receveur, Tashima, Resida, Respen |  |
| Stadion: Cambuurstadion, Leeuwarden Toeschouwers: 7.420 Arbiter: Manschot                                     |            |           |                       | Zeinstra, Anderson 46' ( Tissoudali), Blackson 46' ( Hemmen), El Baad, Schilder 76' ( Conraad), Houtkoop, E. Bakker , Monteiro, Van de Streek, Hoefdraad, Barto RESERVEBANK: Nienhuis, Bos, Boutzamar, Akhamrane | D. van Crooij, Dekker, Promes, Röseler, Janssen, Post , Seuntjens, Leemans, V. van Crooij 55', Opoku 19', Hunte 67' ( Sleegers) RESERVEBANK: De Fockert, Oomen, Korkmaz, Receveur, Tashima, Resida, Respen |  |
| Stadion: Cambuurstadion, Leeuwarden Toeschouwers: 7.420 Arbiter: Manschot                                     |            |           |                       | Zeinstra, Anderson 46' ( Tissoudali), Blackson 46' ( Hemmen), El Baad, Schilder 76' ( Conraad), Houtkoop, E. Bakker , Monteiro, Van de Streek, Hoefdraad, Barto RESERVEBANK: Nienhuis, Bos, Boutzamar, Akhamrane | D. van Crooij, Dekker, Promes, Röseler, Janssen, Post , Seuntjens, Leemans, V. van Crooij 55', Opoku 19', Hunte 67' ( Sleegers) RESERVEBANK: De Fockert, Oomen, Korkmaz, Receveur, Tashima, Resida, Respen |  |
| Bijz.: Eerste competitiewedstrijd na de winterstop. 150e competitiewedstrijd in betaald voetbal Roel Janssen. |            |           |                       | | |  |

Speelronde 21:
| zondag 22 januari 2017, 14:30                                          | VVV-Venlo               | 2-1 (1-0) | MVV Maastricht | Opstelling VVV-Venlo | Opstelling MVV Maastricht |  |
| Stadion: Stadion De Koel, Venlo Toeschouwers: 8.000 Arbiter: Gözübüyük | 16' Opoku 90' Seuntjens |           | 56' Ippel      | D. van Crooij, Dekker, Promes, Röseler 41', Janssen 90', Post , Leemans 74', Seuntjens, V. van Crooij 67' ( Hunte), Opoku, Sleegers 83' ( Resida) RESERVEBANK: De Fockert, Oomen, Rutten, Korkmaz, Receveur, Tashima | Geens, Ciranni, Kuipers 35', Pereira, Labylle, Schroyen, Ippel 41' 73' ( Shermaine Martina), Nwakali, Nys, Verheydt, Gijzen 46' ( Pedro 90') RESERVEBANK: Smyłek, Moustafa, O'Connor, Shermar Martina, Loshaj, Houben, N'Koyi |  |
| Stadion: Stadion De Koel, Venlo Toeschouwers: 8.000 Arbiter: Gözübüyük |                         |           |                | D. van Crooij, Dekker, Promes, Röseler 41', Janssen 90', Post , Leemans 74', Seuntjens, V. van Crooij 67' ( Hunte), Opoku, Sleegers 83' ( Resida) RESERVEBANK: De Fockert, Oomen, Rutten, Korkmaz, Receveur, Tashima | Geens, Ciranni, Kuipers 35', Pereira, Labylle, Schroyen, Ippel 41' 73' ( Shermaine Martina), Nwakali, Nys, Verheydt, Gijzen 46' ( Pedro 90') RESERVEBANK: Smyłek, Moustafa, O'Connor, Shermar Martina, Loshaj, Houben, N'Koyi |  |
| Stadion: Stadion De Koel, Venlo Toeschouwers: 8.000 Arbiter: Gözübüyük |                         |           |                | D. van Crooij, Dekker, Promes, Röseler 41', Janssen 90', Post , Leemans 74', Seuntjens, V. van Crooij 67' ( Hunte), Opoku, Sleegers 83' ( Resida) RESERVEBANK: De Fockert, Oomen, Rutten, Korkmaz, Receveur, Tashima | Geens, Ciranni, Kuipers 35', Pereira, Labylle, Schroyen, Ippel 41' 73' ( Shermaine Martina), Nwakali, Nys, Verheydt, Gijzen 46' ( Pedro 90') RESERVEBANK: Smyłek, Moustafa, O'Connor, Shermar Martina, Loshaj, Houben, N'Koyi |  |
|                                                                        |                         |           |                | | |  |

Speelronde 22:
| vrijdag 27 januari 2017, 20:00                                           | FC Oss | 0-3 (0-1) | VVV-Venlo                                        | Opstelling FC Oss | Opstelling VVV-Venlo |  |
| Stadion: Frans Heesenstadion, Oss Toeschouwers: 2.225 Arbiter: S. Mulder |        |           | 24' Sleegers 75' V. van Crooij 86' V. van Crooij | Koeman, Janssen, Balk, Stuy van den Herik, Piqué, Van den Ouweland 61' ( Bakx), Kamaçi 79', Çelik, Mathieu, Boere, Lazić 48' RESERVEBANK: Haggerty, De Braal, Statie, Van der Sluys, El Aissati, Falkenstein, Van Pol | D. van Crooij, Dekker 71', Promes, Röseler, Janssen, Post 65' ( Rutten), Seuntjens, Leemans 90' ( Receveur), Resida 67' ( V. van Crooij), Opoku, Sleegers RESERVEBANK: De Fockert, Oomen, Misidjan, Korkmaz, Hunte |  |
| Stadion: Frans Heesenstadion, Oss Toeschouwers: 2.225 Arbiter: S. Mulder |        |           |                                                  | Koeman, Janssen, Balk, Stuy van den Herik, Piqué, Van den Ouweland 61' ( Bakx), Kamaçi 79', Çelik, Mathieu, Boere, Lazić 48' RESERVEBANK: Haggerty, De Braal, Statie, Van der Sluys, El Aissati, Falkenstein, Van Pol | D. van Crooij, Dekker 71', Promes, Röseler, Janssen, Post 65' ( Rutten), Seuntjens, Leemans 90' ( Receveur), Resida 67' ( V. van Crooij), Opoku, Sleegers RESERVEBANK: De Fockert, Oomen, Misidjan, Korkmaz, Hunte |  |
| Stadion: Frans Heesenstadion, Oss Toeschouwers: 2.225 Arbiter: S. Mulder |        |           |                                                  | Koeman, Janssen, Balk, Stuy van den Herik, Piqué, Van den Ouweland 61' ( Bakx), Kamaçi 79', Çelik, Mathieu, Boere, Lazić 48' RESERVEBANK: Haggerty, De Braal, Statie, Van der Sluys, El Aissati, Falkenstein, Van Pol | D. van Crooij, Dekker 71', Promes, Röseler, Janssen, Post 65' ( Rutten), Seuntjens, Leemans 90' ( Receveur), Resida 67' ( V. van Crooij), Opoku, Sleegers RESERVEBANK: De Fockert, Oomen, Misidjan, Korkmaz, Hunte |  |
|                                                                          |        |           |                                                  | | |  |

Speelronde 23:
| vrijdag 3 februari 2017, 20:00                                       | VVV-Venlo                                                 | 4-1 (2-0) | De Graafschap | Opstelling VVV-Venlo | Opstelling De Graafschap |  |
| Stadion: Stadion De Koel, Venlo Toeschouwers: 5.105 Arbiter: Janssen | 5' V. van Crooij 34' Janssen 52' (pen.) Leemans 55' Opoku |           | 79' Parzyszek | D. van Crooij, Dekker, Promes, Röseler, Janssen, Post 49' 59' ( Receveur), Leemans, Seuntjens, V. van Crooij 67' ( Resida), Opoku 75' ( Zelalem), Sleegers RESERVEBANK: De Fockert, Oomen, Rutten, Misidjan, Korkmaz, Hunte | Bednarek, Will, Van Diermen 76', Linthorst, Çiçek, Diemers , Klaasen, Smeets 46' ( El Jebli 66'), Van Mieghem 70' ( Van den Hurk), Parzyszek, Driver 46' ( Van Overbeek) RESERVEBANK: Heusinkveld, Straalman, Lammers, Nieuwpoort, Koolhof |  |
| Stadion: Stadion De Koel, Venlo Toeschouwers: 5.105 Arbiter: Janssen |                                                           |           |               | D. van Crooij, Dekker, Promes, Röseler, Janssen, Post 49' 59' ( Receveur), Leemans, Seuntjens, V. van Crooij 67' ( Resida), Opoku 75' ( Zelalem), Sleegers RESERVEBANK: De Fockert, Oomen, Rutten, Misidjan, Korkmaz, Hunte | Bednarek, Will, Van Diermen 76', Linthorst, Çiçek, Diemers , Klaasen, Smeets 46' ( El Jebli 66'), Van Mieghem 70' ( Van den Hurk), Parzyszek, Driver 46' ( Van Overbeek) RESERVEBANK: Heusinkveld, Straalman, Lammers, Nieuwpoort, Koolhof |  |
| Stadion: Stadion De Koel, Venlo Toeschouwers: 5.105 Arbiter: Janssen |                                                           |           |               | D. van Crooij, Dekker, Promes, Röseler, Janssen, Post 49' 59' ( Receveur), Leemans, Seuntjens, V. van Crooij 67' ( Resida), Opoku 75' ( Zelalem), Sleegers RESERVEBANK: De Fockert, Oomen, Rutten, Misidjan, Korkmaz, Hunte | Bednarek, Will, Van Diermen 76', Linthorst, Çiçek, Diemers , Klaasen, Smeets 46' ( El Jebli 66'), Van Mieghem 70' ( Van den Hurk), Parzyszek, Driver 46' ( Van Overbeek) RESERVEBANK: Heusinkveld, Straalman, Lammers, Nieuwpoort, Koolhof |  |
| Bijz.: Competitiedebuut Gedion Zelalem namens VVV.                   |                                                           |           |               | | |  |

Speelronde 24:
| maandag 6 februari 2017, 20:00                                             | Jong PSV                      | 2-1 (2-1) | VVV-Venlo     | Opstelling Jong PSV | Opstelling VVV-Venlo |  |
| Stadion: De Herdgang, Eindhoven Toeschouwers: 950 Arbiter: Van den Kerkhof | 32' (e.d.) Promes 44' Lammers |           | 15' Seuntjens | Pasveer, Van Vlerken, Van Bruggen , Koch, Carolina, Rigo 50' 79' ( Verreth 87'), Paal 74' ( Rommens), Rosario, Zintsjenko 90' ( Alberto), Lammers, Bergwijn RESERVEBANK: Van Osch, Abels, Kardes, Blummel, Duarte, Guðmundsson, Piroe | D. van Crooij, Dekker 86' ( Rutten), Promes 73' ( Opoku), Röseler, Janssen 83', Post , V. van Crooij, Leemans, Resida 41' ( Hunte), Seuntjens, Sleegers RESERVEBANK: De Fockert, Oomen, Misidjan, Korkmaz, Receveur, Tashima, Zelalem |  |
| Stadion: De Herdgang, Eindhoven Toeschouwers: 950 Arbiter: Van den Kerkhof |                               |           |               | Pasveer, Van Vlerken, Van Bruggen , Koch, Carolina, Rigo 50' 79' ( Verreth 87'), Paal 74' ( Rommens), Rosario, Zintsjenko 90' ( Alberto), Lammers, Bergwijn RESERVEBANK: Van Osch, Abels, Kardes, Blummel, Duarte, Guðmundsson, Piroe | D. van Crooij, Dekker 86' ( Rutten), Promes 73' ( Opoku), Röseler, Janssen 83', Post , V. van Crooij, Leemans, Resida 41' ( Hunte), Seuntjens, Sleegers RESERVEBANK: De Fockert, Oomen, Misidjan, Korkmaz, Receveur, Tashima, Zelalem |  |
| Stadion: De Herdgang, Eindhoven Toeschouwers: 950 Arbiter: Van den Kerkhof |                               |           |               | Pasveer, Van Vlerken, Van Bruggen , Koch, Carolina, Rigo 50' 79' ( Verreth 87'), Paal 74' ( Rommens), Rosario, Zintsjenko 90' ( Alberto), Lammers, Bergwijn RESERVEBANK: Van Osch, Abels, Kardes, Blummel, Duarte, Guðmundsson, Piroe | D. van Crooij, Dekker 86' ( Rutten), Promes 73' ( Opoku), Röseler, Janssen 83', Post , V. van Crooij, Leemans, Resida 41' ( Hunte), Seuntjens, Sleegers RESERVEBANK: De Fockert, Oomen, Misidjan, Korkmaz, Receveur, Tashima, Zelalem |  |
|                                                                            |                               |           |               | | |  |

Speelronde 25:
| vrijdag 10 februari 2017, 20:00 | VVV-Venlo                                                                               | 7-0 (1-0) | Helmond Sport | Opstelling VVV-Venlo | Opstelling Helmond Sport |  |
| Stadion: Stadion De Koel, Venlo Toeschouwers: 5.011 Arbiter: Kamphuis                                                                                                 | 5' V. van Crooij 47' Sleegers 53' Promes 59' Seuntjens 61' Leemans 64' Post 87' Zelalem |           |               | D. van Crooij, Dekker 46' ( Rutten), Promes, Röseler, Janssen 70' ( Misidjan), Post 29', V. van Crooij 45', Leemans 65' ( Zelalem), Sleegers, Seuntjens, Hunte RESERVEBANK: De Fockert, Oomen, Korkmaz, Opoku, Receveur, Resida | Kaya, Van Koesveld 64' ( Janzen), Warmolts , Verkoelen 42' ( Verkennis), Justiana 49', Edwards, Braber, Höcher, Thomassen, Ten Den, Zeldenrust RESERVEBANK: Van Gerwen, Van Gassel, Bourdouxhe, De Louw, Eisden, Hiwat, Hasani |  |
| Stadion: Stadion De Koel, Venlo Toeschouwers: 5.011 Arbiter: Kamphuis                                                                                                 |                                                                                         |           |               | D. van Crooij, Dekker 46' ( Rutten), Promes, Röseler, Janssen 70' ( Misidjan), Post 29', V. van Crooij 45', Leemans 65' ( Zelalem), Sleegers, Seuntjens, Hunte RESERVEBANK: De Fockert, Oomen, Korkmaz, Opoku, Receveur, Resida | Kaya, Van Koesveld 64' ( Janzen), Warmolts , Verkoelen 42' ( Verkennis), Justiana 49', Edwards, Braber, Höcher, Thomassen, Ten Den, Zeldenrust RESERVEBANK: Van Gerwen, Van Gassel, Bourdouxhe, De Louw, Eisden, Hiwat, Hasani |  |
| Stadion: Stadion De Koel, Venlo Toeschouwers: 5.011 Arbiter: Kamphuis                                                                                                 |                                                                                         |           |               | D. van Crooij, Dekker 46' ( Rutten), Promes, Röseler, Janssen 70' ( Misidjan), Post 29', V. van Crooij 45', Leemans 65' ( Zelalem), Sleegers, Seuntjens, Hunte RESERVEBANK: De Fockert, Oomen, Korkmaz, Opoku, Receveur, Resida | Kaya, Van Koesveld 64' ( Janzen), Warmolts , Verkoelen 42' ( Verkennis), Justiana 49', Edwards, Braber, Höcher, Thomassen, Ten Den, Zeldenrust RESERVEBANK: Van Gerwen, Van Gassel, Bourdouxhe, De Louw, Eisden, Hiwat, Hasani |  |
| Bijz.: Evenaring grootste thuiszege VVV in betaald voetbal. 250e competitiewedstrijd in betaald voetbal Jerold Promes. Competitiedebuut Cendrino Misidjan namens VVV. |                                                                                         |           |               | | |  |

Speelronde 26:
| vrijdag 17 februari 2017, 20:00 | FC Volendam | 0-1 (0-1) | VVV-Venlo | Opstelling FC Volendam | Opstelling VVV-Venlo |  |
| Stadion: Kras Stadion, Volendam Toeschouwers: 4.582 Arbiter: Van de Graaf                                                                                  |             |           | 9' Rutten | Verhulst, Betti, Schilder, Schouten, Kok 77', 81', Visser, Esseboom 58' ( Tuijp 89'), Kwakman , Van der Heijden 85' ( Stroo), Steltenpool, Van Kippersluis RESERVEBANK: Van Stappershoef, Evers, Klinkenberg, Vlak, Van Son | D. van Crooij, Dekker, Promes 50', Röseler, Janssen, Rutten, Leemans, Opoku 68' ( Resida), Sleegers, Seuntjens, Hunte 80' ( Misidjan) RESERVEBANK: De Fockert, Oomen, Receveur, Tashima, Gielen, Zelalem, Respen |  |
| Stadion: Kras Stadion, Volendam Toeschouwers: 4.582 Arbiter: Van de Graaf                                                                                  |             |           |           | Verhulst, Betti, Schilder, Schouten, Kok 77', 81', Visser, Esseboom 58' ( Tuijp 89'), Kwakman , Van der Heijden 85' ( Stroo), Steltenpool, Van Kippersluis RESERVEBANK: Van Stappershoef, Evers, Klinkenberg, Vlak, Van Son | D. van Crooij, Dekker, Promes 50', Röseler, Janssen, Rutten, Leemans, Opoku 68' ( Resida), Sleegers, Seuntjens, Hunte 80' ( Misidjan) RESERVEBANK: De Fockert, Oomen, Receveur, Tashima, Gielen, Zelalem, Respen |  |
| Stadion: Kras Stadion, Volendam Toeschouwers: 4.582 Arbiter: Van de Graaf                                                                                  |             |           |           | Verhulst, Betti, Schilder, Schouten, Kok 77', 81', Visser, Esseboom 58' ( Tuijp 89'), Kwakman , Van der Heijden 85' ( Stroo), Steltenpool, Van Kippersluis RESERVEBANK: Van Stappershoef, Evers, Klinkenberg, Vlak, Van Son | D. van Crooij, Dekker, Promes 50', Röseler, Janssen, Rutten, Leemans, Opoku 68' ( Resida), Sleegers, Seuntjens, Hunte 80' ( Misidjan) RESERVEBANK: De Fockert, Oomen, Receveur, Tashima, Gielen, Zelalem, Respen |  |
| Bijz.: V. van Crooij geschorst vanwege 5e gele kaart en Post geschorst vanwege 10e gele kaart. 100e competitiewedstrijd trainer Maurice Steijn namens VVV. |             |           |           | | |  |

Speelronde 27:
| vrijdag 24 februari 2017, 20:00                                       | VVV-Venlo                                                    | 4-0 (3-0) | Achilles '29 | Opstelling VVV-Venlo | Opstelling Achilles '29 |  |
| Stadion: Stadion De Koel, Venlo Toeschouwers: 4.411 Arbiter: Manschot | 6' V. van Crooij 9' Sleegers 23' Seuntjens 87' V. van Crooij |           |              | D. van Crooij, Dekker, Promes, Röseler, Janssen, Post , V. van Crooij, Leemans 56' ( Zelalem), Sleegers 86' ( Tashima), Seuntjens, Hunte 60' ( Resida) RESERVEBANK: De Fockert, Oomen, Rutten, Misidjan, Receveur, Gielen, Respen | Te Loeke, Stankov, Beijer, Edge, Van Steen, Sürmeli, Oulad Omar 46' ( Van de Beek), Dekkers, Versteegen 62' ( Amaarouk), Smajic 77' ( Popalzay), Thoone 68' RESERVEBANK: Centen, Hemmink, Campman |  |
| Stadion: Stadion De Koel, Venlo Toeschouwers: 4.411 Arbiter: Manschot |                                                              |           |              | D. van Crooij, Dekker, Promes, Röseler, Janssen, Post , V. van Crooij, Leemans 56' ( Zelalem), Sleegers 86' ( Tashima), Seuntjens, Hunte 60' ( Resida) RESERVEBANK: De Fockert, Oomen, Rutten, Misidjan, Receveur, Gielen, Respen | Te Loeke, Stankov, Beijer, Edge, Van Steen, Sürmeli, Oulad Omar 46' ( Van de Beek), Dekkers, Versteegen 62' ( Amaarouk), Smajic 77' ( Popalzay), Thoone 68' RESERVEBANK: Centen, Hemmink, Campman |  |
| Stadion: Stadion De Koel, Venlo Toeschouwers: 4.411 Arbiter: Manschot |                                                              |           |              | D. van Crooij, Dekker, Promes, Röseler, Janssen, Post , V. van Crooij, Leemans 56' ( Zelalem), Sleegers 86' ( Tashima), Seuntjens, Hunte 60' ( Resida) RESERVEBANK: De Fockert, Oomen, Rutten, Misidjan, Receveur, Gielen, Respen | Te Loeke, Stankov, Beijer, Edge, Van Steen, Sürmeli, Oulad Omar 46' ( Van de Beek), Dekkers, Versteegen 62' ( Amaarouk), Smajic 77' ( Popalzay), Thoone 68' RESERVEBANK: Centen, Hemmink, Campman |  |
| Bijz.: Competitiedebuut Rintaro Tashima namens VVV.                   |                                                              |           |              | | |  |

Speelronde 28:
| maandag 6 maart 2017, 20:00                                                   | Jong FC Utrecht | 0-0 (0-0) | VVV-Venlo | Opstelling Jong FC Utrecht | Opstelling VVV-Venlo |  |
| Stadion: Stadion Galgenwaard, Utrecht Toeschouwers: 771 Arbiter: Van der Eijk |                 |           |           | Nijhuis, Klaiber, Peijnenburg 50' 73' ( Abena), De Lange , Hardeveld, Velanas, Rosheuvel, Ulusoy, Mulder, Venema, Van der Moot 78' ( Boukhari) RESERVEBANK: Meendering, Van Eijk, Van der Velden, Van der Meer, Çakmak, Tesselaar | D. van Crooij, Dekker 60' ( Rutten), Promes, Röseler, Janssen 66', Post , Leemans, V. van Crooij 76' ( Zelalem), Sleegers, Seuntjens, Hunte 71' ( Resida) RESERVEBANK: De Fockert, Oomen, Misidjan, Korkmaz, Receveur |  |
| Stadion: Stadion Galgenwaard, Utrecht Toeschouwers: 771 Arbiter: Van der Eijk |                 |           |           | Nijhuis, Klaiber, Peijnenburg 50' 73' ( Abena), De Lange , Hardeveld, Velanas, Rosheuvel, Ulusoy, Mulder, Venema, Van der Moot 78' ( Boukhari) RESERVEBANK: Meendering, Van Eijk, Van der Velden, Van der Meer, Çakmak, Tesselaar | D. van Crooij, Dekker 60' ( Rutten), Promes, Röseler, Janssen 66', Post , Leemans, V. van Crooij 76' ( Zelalem), Sleegers, Seuntjens, Hunte 71' ( Resida) RESERVEBANK: De Fockert, Oomen, Misidjan, Korkmaz, Receveur |  |
| Stadion: Stadion Galgenwaard, Utrecht Toeschouwers: 771 Arbiter: Van der Eijk |                 |           |           | Nijhuis, Klaiber, Peijnenburg 50' 73' ( Abena), De Lange , Hardeveld, Velanas, Rosheuvel, Ulusoy, Mulder, Venema, Van der Moot 78' ( Boukhari) RESERVEBANK: Meendering, Van Eijk, Van der Velden, Van der Meer, Çakmak, Tesselaar | D. van Crooij, Dekker 60' ( Rutten), Promes, Röseler, Janssen 66', Post , Leemans, V. van Crooij 76' ( Zelalem), Sleegers, Seuntjens, Hunte 71' ( Resida) RESERVEBANK: De Fockert, Oomen, Misidjan, Korkmaz, Receveur |  |
| Bijz.: Trainer Steijn ziek, vervangen door Jay Driessen.                      |                 |           |           | | |  |

Speelronde 29:
| vrijdag 10 maart 2017, 20:00                                        | VVV-Venlo                                                   | 4-1 (3-1) | Fortuna Sittard | Opstelling VVV-Venlo | Opstelling Fortuna Sittard |  |
| Stadion: Stadion De Koel, Venlo Toeschouwers: 6.123 Arbiter: Higler | 14' Seuntjens 27' V. van Crooij 45' Seuntjens 60' Seuntjens |           | 21' Başsan      | D. van Crooij, Dekker, Promes 78', Röseler, Misidjan 57' 61' ( Zelalem), Rutten 85' ( Korkmaz), V. van Crooij 69' ( Receveur), Leemans, Sleegers, Seuntjens, Hunte RESERVEBANK: De Fockert, Oomen, Post, Tashima, Bezzat, Respen | Santos, Braun, De Regt , Schuurs, Hadzhiev 25', 32', Ospitalieri, Briels, Başsan 80' ( Van Hout), Stokkers, Dianessy 38' ( Dautović), Vlijter 61' ( Saddiki) RESERVEBANK: Ter Wielen, Van de Walle, Roumen, Essers, Mares, Purzycki, Saba, Ars, Torunarigha |  |
| Stadion: Stadion De Koel, Venlo Toeschouwers: 6.123 Arbiter: Higler |                                                             |           |                 | D. van Crooij, Dekker, Promes 78', Röseler, Misidjan 57' 61' ( Zelalem), Rutten 85' ( Korkmaz), V. van Crooij 69' ( Receveur), Leemans, Sleegers, Seuntjens, Hunte RESERVEBANK: De Fockert, Oomen, Post, Tashima, Bezzat, Respen | Santos, Braun, De Regt , Schuurs, Hadzhiev 25', 32', Ospitalieri, Briels, Başsan 80' ( Van Hout), Stokkers, Dianessy 38' ( Dautović), Vlijter 61' ( Saddiki) RESERVEBANK: Ter Wielen, Van de Walle, Roumen, Essers, Mares, Purzycki, Saba, Ars, Torunarigha |  |
| Stadion: Stadion De Koel, Venlo Toeschouwers: 6.123 Arbiter: Higler |                                                             |           |                 | D. van Crooij, Dekker, Promes 78', Röseler, Misidjan 57' 61' ( Zelalem), Rutten 85' ( Korkmaz), V. van Crooij 69' ( Receveur), Leemans, Sleegers, Seuntjens, Hunte RESERVEBANK: De Fockert, Oomen, Post, Tashima, Bezzat, Respen | Santos, Braun, De Regt , Schuurs, Hadzhiev 25', 32', Ospitalieri, Briels, Başsan 80' ( Van Hout), Stokkers, Dianessy 38' ( Dautović), Vlijter 61' ( Saddiki) RESERVEBANK: Ter Wielen, Van de Walle, Roumen, Essers, Mares, Purzycki, Saba, Ars, Torunarigha |  |
| Bijz.: Janssen geschorst vanwege 5e gele kaart                      |                                                             |           |                 | | |  |

Speelronde 30:
| maandag 13 maart 2017, 20:00                                            | FC Den Bosch | 0-2 (0-0) | VVV-Venlo                            | Opstelling FC Den Bosch | Opstelling VVV-Venlo |  |
| Stadion: De Vliert, 's-Hertogenbosch Toeschouwers: 2.058 Arbiter: Kooij |              |           | 70' V. van Crooij 82' (pen.) Leemans | Heemskerk, Maatsen 46' ( Van der Winden), Biemans 81', Santermans, Fernandes 27', Vossebelt , Beltrame, Koomen 77' ( Van der Sande), Deijl, Bilate, Carlone RESERVEBANK: Leijten, Vos, Kersten, Azizov, Bouyaghlafen, Robinson | D. van Crooij, Rutten 69' ( Dekker), Promes, Röseler, Janssen 50' 80' ( Misidjan), Post 73', Leemans, V. van Crooij, Sleegers, Seuntjens, Hunte RESERVEBANK: De Fockert, Oomen, Korkmaz, Receveur, Zelalem, Respen |  |
| Stadion: De Vliert, 's-Hertogenbosch Toeschouwers: 2.058 Arbiter: Kooij |              |           |                                      | Heemskerk, Maatsen 46' ( Van der Winden), Biemans 81', Santermans, Fernandes 27', Vossebelt , Beltrame, Koomen 77' ( Van der Sande), Deijl, Bilate, Carlone RESERVEBANK: Leijten, Vos, Kersten, Azizov, Bouyaghlafen, Robinson | D. van Crooij, Rutten 69' ( Dekker), Promes, Röseler, Janssen 50' 80' ( Misidjan), Post 73', Leemans, V. van Crooij, Sleegers, Seuntjens, Hunte RESERVEBANK: De Fockert, Oomen, Korkmaz, Receveur, Zelalem, Respen |  |
| Stadion: De Vliert, 's-Hertogenbosch Toeschouwers: 2.058 Arbiter: Kooij |              |           |                                      | Heemskerk, Maatsen 46' ( Van der Winden), Biemans 81', Santermans, Fernandes 27', Vossebelt , Beltrame, Koomen 77' ( Van der Sande), Deijl, Bilate, Carlone RESERVEBANK: Leijten, Vos, Kersten, Azizov, Bouyaghlafen, Robinson | D. van Crooij, Rutten 69' ( Dekker), Promes, Röseler, Janssen 50' 80' ( Misidjan), Post 73', Leemans, V. van Crooij, Sleegers, Seuntjens, Hunte RESERVEBANK: De Fockert, Oomen, Korkmaz, Receveur, Zelalem, Respen |  |
|                                                                         |              |           |                                      | | |  |

Speelronde 31:
| vrijdag 17 maart 2017, 20:00                                                                     | FC Dordrecht                                                    | 5-2 (2-2) | VVV-Venlo                      | Opstelling FC Dordrecht | Opstelling VVV-Venlo |  |
| Stadion: Riwal Hoogwerkers Stadion, Dordrecht Toeschouwers: 1.109 Arbiter: Van den Kerkhof       | 15' Thomas 44' Vleugels 83' Pisas 90' Da Cruz 90' (pen.) Thomas |           | 13' V. van Crooij 17' Sleegers | Antman, Hilgen, Amevor , De Nooijer, Statia, Vleugels, Godee, Kramer, Daniels 82' ( Da Cruz), Thomas, Pisas RESERVEBANK: Bergsen, Chacón, Wijkhuis, Hak | D. van Crooij, Dekker, Promes , Röseler, Janssen 90' ( Misidjan), Rutten, Leemans, Seuntjens, V. van Crooij, Hunte 72' ( Zelalem), Sleegers RESERVEBANK: De Fockert, Oomen, Korkmaz, Tashima, Receveur, Resida |  |
| Stadion: Riwal Hoogwerkers Stadion, Dordrecht Toeschouwers: 1.109 Arbiter: Van den Kerkhof       |                                                                 |           |                                | Antman, Hilgen, Amevor , De Nooijer, Statia, Vleugels, Godee, Kramer, Daniels 82' ( Da Cruz), Thomas, Pisas RESERVEBANK: Bergsen, Chacón, Wijkhuis, Hak | D. van Crooij, Dekker, Promes , Röseler, Janssen 90' ( Misidjan), Rutten, Leemans, Seuntjens, V. van Crooij, Hunte 72' ( Zelalem), Sleegers RESERVEBANK: De Fockert, Oomen, Korkmaz, Tashima, Receveur, Resida |  |
| Stadion: Riwal Hoogwerkers Stadion, Dordrecht Toeschouwers: 1.109 Arbiter: Van den Kerkhof       |                                                                 |           |                                | Antman, Hilgen, Amevor , De Nooijer, Statia, Vleugels, Godee, Kramer, Daniels 82' ( Da Cruz), Thomas, Pisas RESERVEBANK: Bergsen, Chacón, Wijkhuis, Hak | D. van Crooij, Dekker, Promes , Röseler, Janssen 90' ( Misidjan), Rutten, Leemans, Seuntjens, V. van Crooij, Hunte 72' ( Zelalem), Sleegers RESERVEBANK: De Fockert, Oomen, Korkmaz, Tashima, Receveur, Resida |  |
| Bijz.: Post geschorst vanwege 11e gele kaart. 100e competitiewedstrijd Jerold Promes namens VVV. |                                                                 |           |                                | | |  |

Speelronde 32:
| vrijdag 31 maart 2017, 20:00                                         | VVV-Venlo | 0-4 (0-2) | NAC Breda                                              | Opstelling VVV-Venlo | Opstelling NAC Breda |  |
| Stadion: Stadion De Koel, Venlo Toeschouwers: 6.634 Arbiter: Nijhuis |           |           | 20' Dessers 31' Haemhouts 69' Korte 89' (pen.) Dessers | D. van Crooij, Rutten 33' 75' ( Korkmaz), Promes, Röseler, Misidjan 81' ( Receveur), Post , Seuntjens, Leemans, Sleegers, Hunte, V. van Crooij 26' 76' ( Zelalem) RESERVEBANK: De Fockert, Oomen, Janssen, Tashima, Resida, Respen, Bezzat | Brondeel, Sporkslede, Meijers 53', N'Toko 41' ( O'Neill), Horsfield, Verschueren, Haemhouts 9' 64' ( Vermeer), Manu García, Korte 76' ( Agyepong), Dessers 66', El Allouchi RESERVEBANK: Noppert, Van der Maaten, Demon, Stans, Damen, Adarabioyo, Oosterwijk |  |
| Stadion: Stadion De Koel, Venlo Toeschouwers: 6.634 Arbiter: Nijhuis |           |           |                                                        | D. van Crooij, Rutten 33' 75' ( Korkmaz), Promes, Röseler, Misidjan 81' ( Receveur), Post , Seuntjens, Leemans, Sleegers, Hunte, V. van Crooij 26' 76' ( Zelalem) RESERVEBANK: De Fockert, Oomen, Janssen, Tashima, Resida, Respen, Bezzat | Brondeel, Sporkslede, Meijers 53', N'Toko 41' ( O'Neill), Horsfield, Verschueren, Haemhouts 9' 64' ( Vermeer), Manu García, Korte 76' ( Agyepong), Dessers 66', El Allouchi RESERVEBANK: Noppert, Van der Maaten, Demon, Stans, Damen, Adarabioyo, Oosterwijk |  |
| Stadion: Stadion De Koel, Venlo Toeschouwers: 6.634 Arbiter: Nijhuis |           |           |                                                        | D. van Crooij, Rutten 33' 75' ( Korkmaz), Promes, Röseler, Misidjan 81' ( Receveur), Post , Seuntjens, Leemans, Sleegers, Hunte, V. van Crooij 26' 76' ( Zelalem) RESERVEBANK: De Fockert, Oomen, Janssen, Tashima, Resida, Respen, Bezzat | Brondeel, Sporkslede, Meijers 53', N'Toko 41' ( O'Neill), Horsfield, Verschueren, Haemhouts 9' 64' ( Vermeer), Manu García, Korte 76' ( Agyepong), Dessers 66', El Allouchi RESERVEBANK: Noppert, Van der Maaten, Demon, Stans, Damen, Adarabioyo, Oosterwijk |  |
| Bijz.: 250e competitiewedstrijd Ralf Seuntjens in betaald voetbal.   |           |           |                                                        | | |  |

Speelronde 33:
| vrijdag 7 april 2017, 20:00                                      | VVV-Venlo                                | 3-2 (2-2) | Almere City FC         | Opstelling VVV-Venlo | Opstelling Almere City FC |  |
| Stadion: Stadion De Koel, Venlo Toeschouwers: 5.183 Arbiter: Bax | 11' Seuntjens 41' Seuntjens 80' Sleegers |           | 3' Ahannach 15' Mirani | D. van Crooij, Rutten, Promes, Röseler, Misidjan, Post , V. van Crooij, Leemans, Hunte 56' ( Opoku), Seuntjens, Sleegers 90' ( Korkmaz) RESERVEBANK: De Fockert, Oomen, Dekker, Receveur, Tashima, Zelalem, Bezzat | Kramer, Van Buuren , Mirani 46' ( Van der Water), Nieuwpoort 63', Mac-Intosch, Salasiwa, Vet, Rijsdijk, Ten Voorde 40', Mac-Donald 46' ( Arica), Ahannach RESERVEBANK: Pistoor, Lanser, Metalsi, Tadmine, Waalkens |  |
| Stadion: Stadion De Koel, Venlo Toeschouwers: 5.183 Arbiter: Bax |                                          |           |                        | D. van Crooij, Rutten, Promes, Röseler, Misidjan, Post , V. van Crooij, Leemans, Hunte 56' ( Opoku), Seuntjens, Sleegers 90' ( Korkmaz) RESERVEBANK: De Fockert, Oomen, Dekker, Receveur, Tashima, Zelalem, Bezzat | Kramer, Van Buuren , Mirani 46' ( Van der Water), Nieuwpoort 63', Mac-Intosch, Salasiwa, Vet, Rijsdijk, Ten Voorde 40', Mac-Donald 46' ( Arica), Ahannach RESERVEBANK: Pistoor, Lanser, Metalsi, Tadmine, Waalkens |  |
| Stadion: Stadion De Koel, Venlo Toeschouwers: 5.183 Arbiter: Bax |                                          |           |                        | D. van Crooij, Rutten, Promes, Röseler, Misidjan, Post , V. van Crooij, Leemans, Hunte 56' ( Opoku), Seuntjens, Sleegers 90' ( Korkmaz) RESERVEBANK: De Fockert, Oomen, Dekker, Receveur, Tashima, Zelalem, Bezzat | Kramer, Van Buuren , Mirani 46' ( Van der Water), Nieuwpoort 63', Mac-Intosch, Salasiwa, Vet, Rijsdijk, Ten Voorde 40', Mac-Donald 46' ( Arica), Ahannach RESERVEBANK: Pistoor, Lanser, Metalsi, Tadmine, Waalkens |  |
|                                                                  |                                          |           |                        | | |  |

Speelronde 34:
| vrijdag 14 april 2017, 20:00                                                 | RKC Waalwijk       | 1-2 (0-1) | VVV-Venlo                      | Opstelling RKC Waalwijk | Opstelling VVV-Venlo |  |
| Stadion: Mandemakers Stadion, Waalwijk Toeschouwers: 3.089 Arbiter: Kamphuis | 55' (pen.) Voskamp |           | 38' (pen.) Leemans 89' Leemans | Williams, Mezghrani 90' ( Verduijn), Nieuwendaal 45', Greene, G. Ndefe, Sno, Anderson, Rienstra, Benson 39' 55' ( Langedijk), Voskamp, Lazić RESERVEBANK: Vaessen, Bijdevier, Wormgoor, Green, M. El Bahraoui, Van de Sande, Van Arnhem, Baggerman | D. van Crooij, Rutten, Promes, Röseler, Misidjan 76' ( Janssen), Post , Leemans, V. van Crooij 29' 46' ( Opoku), Sleegers, Seuntjens, Hunte 68' ( Zelalem) RESERVEBANK: De Fockert, Oomen, Dekker, Korkmaz, Receveur, Tashima, Resida, Respen, Bezzat |  |
| Stadion: Mandemakers Stadion, Waalwijk Toeschouwers: 3.089 Arbiter: Kamphuis |                    |           |                                | Williams, Mezghrani 90' ( Verduijn), Nieuwendaal 45', Greene, G. Ndefe, Sno, Anderson, Rienstra, Benson 39' 55' ( Langedijk), Voskamp, Lazić RESERVEBANK: Vaessen, Bijdevier, Wormgoor, Green, M. El Bahraoui, Van de Sande, Van Arnhem, Baggerman | D. van Crooij, Rutten, Promes, Röseler, Misidjan 76' ( Janssen), Post , Leemans, V. van Crooij 29' 46' ( Opoku), Sleegers, Seuntjens, Hunte 68' ( Zelalem) RESERVEBANK: De Fockert, Oomen, Dekker, Korkmaz, Receveur, Tashima, Resida, Respen, Bezzat |  |
| Stadion: Mandemakers Stadion, Waalwijk Toeschouwers: 3.089 Arbiter: Kamphuis |                    |           |                                | Williams, Mezghrani 90' ( Verduijn), Nieuwendaal 45', Greene, G. Ndefe, Sno, Anderson, Rienstra, Benson 39' 55' ( Langedijk), Voskamp, Lazić RESERVEBANK: Vaessen, Bijdevier, Wormgoor, Green, M. El Bahraoui, Van de Sande, Van Arnhem, Baggerman | D. van Crooij, Rutten, Promes, Röseler, Misidjan 76' ( Janssen), Post , Leemans, V. van Crooij 29' 46' ( Opoku), Sleegers, Seuntjens, Hunte 68' ( Zelalem) RESERVEBANK: De Fockert, Oomen, Dekker, Korkmaz, Receveur, Tashima, Resida, Respen, Bezzat |  |
| Bijz.: VVV promoveert naar de eredivisie                                     |                    |           |                                | | |  |

Speelronde 35:
| maandag 17 april 2017, 14:30                                           | VVV-Venlo          | 0-0 (0-0) | FC Emmen | Opstelling VVV-Venlo | Opstelling FC Emmen |  |
| Stadion: Stadion De Koel, Venlo Toeschouwers: 7.803 Arbiter: S. Mulder | 56' (pen.) Leemans |           |          | D. van Crooij, Rutten 19' 71' ( Dekker), Promes, Röseler, Janssen 61' 83' ( Misidjan), Post , Opoku, Leemans, Sleegers 79' ( Resida), Seuntjens, V. van Crooij RESERVEBANK: De Fockert, Oomen, Korkmaz, Receveur, Tashima, Zelalem, Hunte, Respen, Bezzat | Telgenkamp, Aslan, Siekman, Bakker 87' ( Lima), Loen 68' ( Fleuren), Türk, Bannink, Olijve , Klok 67', Huisman, Peters 41' ( Kallon) RESERVEBANK: Sietsma, Elmali, Wielink, Bos, Maier, Mulder |  |
| Stadion: Stadion De Koel, Venlo Toeschouwers: 7.803 Arbiter: S. Mulder |                    |           |          | D. van Crooij, Rutten 19' 71' ( Dekker), Promes, Röseler, Janssen 61' 83' ( Misidjan), Post , Opoku, Leemans, Sleegers 79' ( Resida), Seuntjens, V. van Crooij RESERVEBANK: De Fockert, Oomen, Korkmaz, Receveur, Tashima, Zelalem, Hunte, Respen, Bezzat | Telgenkamp, Aslan, Siekman, Bakker 87' ( Lima), Loen 68' ( Fleuren), Türk, Bannink, Olijve , Klok 67', Huisman, Peters 41' ( Kallon) RESERVEBANK: Sietsma, Elmali, Wielink, Bos, Maier, Mulder |  |
| Stadion: Stadion De Koel, Venlo Toeschouwers: 7.803 Arbiter: S. Mulder |                    |           |          | D. van Crooij, Rutten 19' 71' ( Dekker), Promes, Röseler, Janssen 61' 83' ( Misidjan), Post , Opoku, Leemans, Sleegers 79' ( Resida), Seuntjens, V. van Crooij RESERVEBANK: De Fockert, Oomen, Korkmaz, Receveur, Tashima, Zelalem, Hunte, Respen, Bezzat | Telgenkamp, Aslan, Siekman, Bakker 87' ( Lima), Loen 68' ( Fleuren), Türk, Bannink, Olijve , Klok 67', Huisman, Peters 41' ( Kallon) RESERVEBANK: Sietsma, Elmali, Wielink, Bos, Maier, Mulder |  |
| Bijz.: 150e competitiewedstrijd in betaald voetbal Leandro Resida.     |                    |           |          | | |  |

Speelronde 36:
| vrijdag 21 april 2017, 20:00                                                                     | FC Eindhoven | 0-0 (0-0) | VVV-Venlo | Opstelling FC Eindhoven | Opstelling VVV-Venlo |  |
| Stadion: Jan Louwersstadion, Eindhoven Toeschouwers: 3.496 Arbiter: Manschot                     |              |           |           | Swinkels, Horsten, Sprockel, Van den Buijs 45', 60', Kuiper 73' ( De Silva), Deschilder 60', Van de Velde 62' ( Rossen), Vloet, Caenepeel, Lieder, Leonardo 85' ( Vandeputte) RESERVEBANK: Smit, De Vriendt, Loof, Rowell, Swinnen, Alemão, Uiterloo | D. van Crooij, Rutten, Promes, Janssen, Misidjan, Post , Leemans, Opoku 66' ( Hunte), Sleegers, Seuntjens, V. van Crooij 40' RESERVEBANK: De Fockert, Oomen, Röseler, Dekker, Korkmaz, Receveur, Tashima, Zelalem, Resida, Respen, Bezzat |  |
| Stadion: Jan Louwersstadion, Eindhoven Toeschouwers: 3.496 Arbiter: Manschot                     |              |           |           | Swinkels, Horsten, Sprockel, Van den Buijs 45', 60', Kuiper 73' ( De Silva), Deschilder 60', Van de Velde 62' ( Rossen), Vloet, Caenepeel, Lieder, Leonardo 85' ( Vandeputte) RESERVEBANK: Smit, De Vriendt, Loof, Rowell, Swinnen, Alemão, Uiterloo | D. van Crooij, Rutten, Promes, Janssen, Misidjan, Post , Leemans, Opoku 66' ( Hunte), Sleegers, Seuntjens, V. van Crooij 40' RESERVEBANK: De Fockert, Oomen, Röseler, Dekker, Korkmaz, Receveur, Tashima, Zelalem, Resida, Respen, Bezzat |  |
| Stadion: Jan Louwersstadion, Eindhoven Toeschouwers: 3.496 Arbiter: Manschot                     |              |           |           | Swinkels, Horsten, Sprockel, Van den Buijs 45', 60', Kuiper 73' ( De Silva), Deschilder 60', Van de Velde 62' ( Rossen), Vloet, Caenepeel, Lieder, Leonardo 85' ( Vandeputte) RESERVEBANK: Smit, De Vriendt, Loof, Rowell, Swinnen, Alemão, Uiterloo | D. van Crooij, Rutten, Promes, Janssen, Misidjan, Post , Leemans, Opoku 66' ( Hunte), Sleegers, Seuntjens, V. van Crooij 40' RESERVEBANK: De Fockert, Oomen, Röseler, Dekker, Korkmaz, Receveur, Tashima, Zelalem, Resida, Respen, Bezzat |  |
| Bijz.: VVV kampioen Eerste divisie. 100e competitiewedstrijd in betaald voetbal Vito van Crooij. |              |           |           | | |  |

Speelronde 37:
| vrijdag 28 april 2017, 20:00                                           | VVV-Venlo          | 1-4 (0-3) | Jong Ajax                                  | Opstelling VVV-Venlo | Opstelling Jong Ajax |  |
| Stadion: Stadion De Koel, Venlo Toeschouwers: 6.379 Arbiter: C. Mulder | 51' (pen.) Leemans |           | 10' Cassierra 22' Tete 22' Neres 65' Černý | De Fockert, Dekker 61' ( Rutten), Promes 48', Janssen, Misidjan, Post 59', Zelalem 46' ( Tashima), Leemans 79' ( Receveur), Sleegers, Seuntjens, V. van Crooij RESERVEBANK: D. van Crooij, Oomen, Korkmaz, Resida, Hunte, Respen, Bezzat | Boer, Tete 69' ( Clement), Riedewald 69' ( Dankerlui), Eiting , Zeefuik 23', 49', Van de Beek, Nouri, De Jong, Neres 42' 55' ( Bergsma), Cassierra, Černý RESERVEBANK: Alblas, Mazraoui |  |
| Stadion: Stadion De Koel, Venlo Toeschouwers: 6.379 Arbiter: C. Mulder |                    |           |                                            | De Fockert, Dekker 61' ( Rutten), Promes 48', Janssen, Misidjan, Post 59', Zelalem 46' ( Tashima), Leemans 79' ( Receveur), Sleegers, Seuntjens, V. van Crooij RESERVEBANK: D. van Crooij, Oomen, Korkmaz, Resida, Hunte, Respen, Bezzat | Boer, Tete 69' ( Clement), Riedewald 69' ( Dankerlui), Eiting , Zeefuik 23', 49', Van de Beek, Nouri, De Jong, Neres 42' 55' ( Bergsma), Cassierra, Černý RESERVEBANK: Alblas, Mazraoui |  |
| Stadion: Stadion De Koel, Venlo Toeschouwers: 6.379 Arbiter: C. Mulder |                    |           |                                            | De Fockert, Dekker 61' ( Rutten), Promes 48', Janssen, Misidjan, Post 59', Zelalem 46' ( Tashima), Leemans 79' ( Receveur), Sleegers, Seuntjens, V. van Crooij RESERVEBANK: D. van Crooij, Oomen, Korkmaz, Resida, Hunte, Respen, Bezzat | Boer, Tete 69' ( Clement), Riedewald 69' ( Dankerlui), Eiting , Zeefuik 23', 49', Van de Beek, Nouri, De Jong, Neres 42' 55' ( Bergsma), Cassierra, Černý RESERVEBANK: Alblas, Mazraoui |  |
|                                                                        |                    |           |                                            | | |  |

Speelronde 38:
| vrijdag 5 mei 2017, 20:00 | Telstar       | 1-2 (1-0) | VVV-Venlo                 | Opstelling Telstar | Opstelling VVV-Venlo |  |
| Stadion: Rabobank IJmond Stadion, Velsen-Zuid Toeschouwers: 1.663 Arbiter: Gerrets                                               | 32' Serrarens |           | 71' Seuntjens 88' Leemans | De Jong, Van Huizen, Korpershoek , Van Iperen, Tutuarima, Van den Broek, Knol, Yamazaki 88' ( Van den Houten), Zamouri 65' ( Aslanyan), Serrarens, Philips 63' ( Van der Linden) RESERVEBANK: Horton, Ottenhoff, Mahmudov, Valies, Donald | De Fockert, Dekker, Korkmaz, Janssen 35' ( Hunte), Misidjan, Rutten, Leemans, V. van Crooij, Resida 70' ( Bezzat), Seuntjens , Sleegers 88' ( Tashima) RESERVEBANK: D. van Crooij, Oomen, Receveur, Gielen, Respen |  |
| Stadion: Rabobank IJmond Stadion, Velsen-Zuid Toeschouwers: 1.663 Arbiter: Gerrets                                               |               |           |                           | De Jong, Van Huizen, Korpershoek , Van Iperen, Tutuarima, Van den Broek, Knol, Yamazaki 88' ( Van den Houten), Zamouri 65' ( Aslanyan), Serrarens, Philips 63' ( Van der Linden) RESERVEBANK: Horton, Ottenhoff, Mahmudov, Valies, Donald | De Fockert, Dekker, Korkmaz, Janssen 35' ( Hunte), Misidjan, Rutten, Leemans, V. van Crooij, Resida 70' ( Bezzat), Seuntjens , Sleegers 88' ( Tashima) RESERVEBANK: D. van Crooij, Oomen, Receveur, Gielen, Respen |  |
| Stadion: Rabobank IJmond Stadion, Velsen-Zuid Toeschouwers: 1.663 Arbiter: Gerrets                                               |               |           |                           | De Jong, Van Huizen, Korpershoek , Van Iperen, Tutuarima, Van den Broek, Knol, Yamazaki 88' ( Van den Houten), Zamouri 65' ( Aslanyan), Serrarens, Philips 63' ( Van der Linden) RESERVEBANK: Horton, Ottenhoff, Mahmudov, Valies, Donald | De Fockert, Dekker, Korkmaz, Janssen 35' ( Hunte), Misidjan, Rutten, Leemans, V. van Crooij, Resida 70' ( Bezzat), Seuntjens , Sleegers 88' ( Tashima) RESERVEBANK: D. van Crooij, Oomen, Receveur, Gielen, Respen |  |
| Bijz.: Post geschorst (1e wedstrijd) vanwege rode kaart. Promes geschorst vanwege 5e gele kaart. Competitiedebuut Lugman Bezzat. |               |           |                           | | |  |

### KNVB beker
Eerste ronde:
| dinsdag 20 september 2016, 18:30                                                        | NAC Breda | 0-2 (0-2) | VVV-Venlo           | Opstelling NAC Breda | Opstelling VVV-Venlo |  |
| Stadion: Rat Verlegh Stadion, Breda Toeschouwers: 5.734 Arbiter: Kamphuis               |           |           | 29' Hunte 40' Hunte | Noppert, Sporkslede, Verschueren, Van Diermen , Ekangamene, Rommens, Nijholt 46' ( Haemhouts 54'), El Allouchi, Verbeek 70' ( Barker), Faupala, Korte 46' ( Agyepong 79') RESERVEBANK: Van der Maaten, Brondeel, Smith-Brown, Stans, Damen, Adarabioyo, Demon, Vermeer, O'Neill | D. van Crooij, Rutten, Röseler, Promes, Janssen, Post , V. van Crooij, Leemans, Resida 90' ( Dekker), Seuntjens, Hunte 73' ( Sleegers) RESERVEBANK: De Fockert, Oomen, Opoku, Receveur, Tashima, Korkmaz |  |
| Stadion: Rat Verlegh Stadion, Breda Toeschouwers: 5.734 Arbiter: Kamphuis               |           |           |                     | Noppert, Sporkslede, Verschueren, Van Diermen , Ekangamene, Rommens, Nijholt 46' ( Haemhouts 54'), El Allouchi, Verbeek 70' ( Barker), Faupala, Korte 46' ( Agyepong 79') RESERVEBANK: Van der Maaten, Brondeel, Smith-Brown, Stans, Damen, Adarabioyo, Demon, Vermeer, O'Neill | D. van Crooij, Rutten, Röseler, Promes, Janssen, Post , V. van Crooij, Leemans, Resida 90' ( Dekker), Seuntjens, Hunte 73' ( Sleegers) RESERVEBANK: De Fockert, Oomen, Opoku, Receveur, Tashima, Korkmaz |  |
| Stadion: Rat Verlegh Stadion, Breda Toeschouwers: 5.734 Arbiter: Kamphuis               |           |           |                     | Noppert, Sporkslede, Verschueren, Van Diermen , Ekangamene, Rommens, Nijholt 46' ( Haemhouts 54'), El Allouchi, Verbeek 70' ( Barker), Faupala, Korte 46' ( Agyepong 79') RESERVEBANK: Van der Maaten, Brondeel, Smith-Brown, Stans, Damen, Adarabioyo, Demon, Vermeer, O'Neill | D. van Crooij, Rutten, Röseler, Promes, Janssen, Post , V. van Crooij, Leemans, Resida 90' ( Dekker), Seuntjens, Hunte 73' ( Sleegers) RESERVEBANK: De Fockert, Oomen, Opoku, Receveur, Tashima, Korkmaz |  |
| Bijz.: Loting vond plaats op zaterdag 27 augustus 2016. VVV verder naar volgende ronde. |           |           |                     | | |  |

Tweede ronde:
| donderdag 27 oktober 2016, 18:30                                         | PEC Zwolle               | 2-1 (1-0) | VVV-Venlo    | Opstelling PEC Zwolle | Opstelling VVV-Venlo |  |
| Stadion: MAC³PARK stadion, Zwolle Toeschouwers: 12.725 Arbiter: Kamphuis | 29' Ehizibue 52' Mokhtar |           | 83' Sleegers | Van der Hart, Schenkeveld, Van Polen , Van de Pavert, Verdonk 62' ( Brama), Warmerdam, Holla, Saymak 46' ( Thomas), Ehizibue 76' ( Karagounis), Menig, Mokhtar RESERVEBANK: Begois, Bredewolt, Sandler, Kvída, Evre, Marinus, Hebling, Mastour, Achahbar | D. van Crooij, Korkmaz 67' ( Dekker), Röseler 44', Promes 85' ( Resida), Janssen 5', Post , Opoku, Leemans 75' ( Hunte), Sleegers, Seuntjens, V. van Crooij 86' RESERVEBANK: De Fockert, Oomen, Receveur, Tashima, Respen, Bezzat |  |
| Stadion: MAC³PARK stadion, Zwolle Toeschouwers: 12.725 Arbiter: Kamphuis |                          |           |              | Van der Hart, Schenkeveld, Van Polen , Van de Pavert, Verdonk 62' ( Brama), Warmerdam, Holla, Saymak 46' ( Thomas), Ehizibue 76' ( Karagounis), Menig, Mokhtar RESERVEBANK: Begois, Bredewolt, Sandler, Kvída, Evre, Marinus, Hebling, Mastour, Achahbar | D. van Crooij, Korkmaz 67' ( Dekker), Röseler 44', Promes 85' ( Resida), Janssen 5', Post , Opoku, Leemans 75' ( Hunte), Sleegers, Seuntjens, V. van Crooij 86' RESERVEBANK: De Fockert, Oomen, Receveur, Tashima, Respen, Bezzat |  |
| Stadion: MAC³PARK stadion, Zwolle Toeschouwers: 12.725 Arbiter: Kamphuis |                          |           |              | Van der Hart, Schenkeveld, Van Polen , Van de Pavert, Verdonk 62' ( Brama), Warmerdam, Holla, Saymak 46' ( Thomas), Ehizibue 76' ( Karagounis), Menig, Mokhtar RESERVEBANK: Begois, Bredewolt, Sandler, Kvída, Evre, Marinus, Hebling, Mastour, Achahbar | D. van Crooij, Korkmaz 67' ( Dekker), Röseler 44', Promes 85' ( Resida), Janssen 5', Post , Opoku, Leemans 75' ( Hunte), Sleegers, Seuntjens, V. van Crooij 86' RESERVEBANK: De Fockert, Oomen, Receveur, Tashima, Respen, Bezzat |  |
| Bijz.: VVV uitgeschakeld.                                                |                          |           |              | | |  |

## Oefenwedstrijden

### Voorbereiding
| zaterdag 2 juli 2016, 18:00                                   | Venlosche Boys | 1-8 (1-5) | VVV-Venlo | Opstelling Venlosche Boys | Opstelling VVV-Venlo |
| Stadion: Sportpark "Alde Wielerbaan", Venlo Toeschouwers: 350 | 45' Kuijpers   |           | 6' Seuntjens 12' V. van Crooij 19' Opoku 22' V. van Crooij 26' Seuntjens 58' Džurlić 62' Seuntjens 80' Bogaerts |                           | De Fockert 46' ( D. van Crooij), Rutten 65' ( Dekker), Röseler 65' ( Korkmaz), Promes 65' ( Kochanowski), Janssen 65' ( Gielen), Post 65' ( Receveur ), Opoku 65' ( Bezzat), Leemans 65' ( Bogaerts), V. van Crooij 65' ( Sarda), Seuntjens 65' ( Respen), Van Rijswijk 46' ( Džurlić) |
| Stadion: Sportpark "Alde Wielerbaan", Venlo Toeschouwers: 350 |                |           | |                           | De Fockert 46' ( D. van Crooij), Rutten 65' ( Dekker), Röseler 65' ( Korkmaz), Promes 65' ( Kochanowski), Janssen 65' ( Gielen), Post 65' ( Receveur ), Opoku 65' ( Bezzat), Leemans 65' ( Bogaerts), V. van Crooij 65' ( Sarda), Seuntjens 65' ( Respen), Van Rijswijk 46' ( Džurlić) |
| Stadion: Sportpark "Alde Wielerbaan", Venlo Toeschouwers: 350 |                |           | |                           | De Fockert 46' ( D. van Crooij), Rutten 65' ( Dekker), Röseler 65' ( Korkmaz), Promes 65' ( Kochanowski), Janssen 65' ( Gielen), Post 65' ( Receveur ), Opoku 65' ( Bezzat), Leemans 65' ( Bogaerts), V. van Crooij 65' ( Sarda), Seuntjens 65' ( Respen), Van Rijswijk 46' ( Džurlić) |
| Bijz.: Jelle van Rijswijk en Edil Sarda spelen op proef mee.  |                |           | |                           | |

| dinsdag 5 juli 2016, 19:00                             | FCV | 0-7 (0-4) | VVV-Venlo                                                                            | Opstelling FCV | Opstelling VVV-Venlo |
| Stadion: Sportpark "Arenborg", Venlo Toeschouwers: 500 |     |           | 20' Bezzat 25' Receveur 33' Hunte 36' Janssen 54' Respen 65' Respen 83' Van Rijswijk |                | D. van Crooij 46' ( Oomen), Dekker 46' ( Rutten), Korkmaz 46' ( Röseler), Promes 46' ( Kochanowski), Janssen 46' ( Gielen), Receveur 46' ( Post ), Bogaerts 46' ( Leemans), Bezzat 75' ( Van Rijswijk), Van Rijswijk 46' ( V. van Crooij), Opoku 46' ( Respen), Hunte 46' ( Džurlić) RESERVEBANK: De Fockert |
| Stadion: Sportpark "Arenborg", Venlo Toeschouwers: 500 |     |           |                                                                                      |                | D. van Crooij 46' ( Oomen), Dekker 46' ( Rutten), Korkmaz 46' ( Röseler), Promes 46' ( Kochanowski), Janssen 46' ( Gielen), Receveur 46' ( Post ), Bogaerts 46' ( Leemans), Bezzat 75' ( Van Rijswijk), Van Rijswijk 46' ( V. van Crooij), Opoku 46' ( Respen), Hunte 46' ( Džurlić) RESERVEBANK: De Fockert |
| Stadion: Sportpark "Arenborg", Venlo Toeschouwers: 500 |     |           |                                                                                      |                | D. van Crooij 46' ( Oomen), Dekker 46' ( Rutten), Korkmaz 46' ( Röseler), Promes 46' ( Kochanowski), Janssen 46' ( Gielen), Receveur 46' ( Post ), Bogaerts 46' ( Leemans), Bezzat 75' ( Van Rijswijk), Van Rijswijk 46' ( V. van Crooij), Opoku 46' ( Respen), Hunte 46' ( Džurlić) RESERVEBANK: De Fockert |
| Bijz.: Jelle van Rijswijk speelt op proef mee.         |     |           |                                                                                      |                | |

| vrijdag 8 juli 2016, 19:00                                                     | PEC Zwolle   | 1-2 (1-1) | VVV-Venlo                | Opstelling PEC Zwolle | Opstelling VVV-Venlo |  |
| Stadion: Sportpark "'t Hoenbroeck", Hasselt (Overijssel) Arbiter: Van de Graaf | 18' Achahbar |           | 45' Röseler 73' Receveur | Begois, Van Polen 46' ( Sandler), Marcellis 76' ( Evre), Van de Pavert 64' ( Bruintjes), Kvída 64' ( Van Looy), Dekker 46' ( Hebling), Brama 76' ( Saymak), Ehizibue 76' ( Karagounis), Marinus 46' ( Mokhtar), Achahbar 76' ( Dabaghian), Menig 76' ( Balogiannis) RESERVEBANK: Van der Hart | De Fockert, Rutten, Röseler, Promes, Janssen 85' ( Korkmaz), Post , Opoku 68' ( Respen), Leemans, V. van Crooij, Seuntjens 46' ( Receveur), Hunte 81' ( Bezzat) RESERVEBANK: D. van Crooij, Oomen, Dekker, Bogaerts, Gielen, Džurlić |  |
| Stadion: Sportpark "'t Hoenbroeck", Hasselt (Overijssel) Arbiter: Van de Graaf |              |           |                          | Begois, Van Polen 46' ( Sandler), Marcellis 76' ( Evre), Van de Pavert 64' ( Bruintjes), Kvída 64' ( Van Looy), Dekker 46' ( Hebling), Brama 76' ( Saymak), Ehizibue 76' ( Karagounis), Marinus 46' ( Mokhtar), Achahbar 76' ( Dabaghian), Menig 76' ( Balogiannis) RESERVEBANK: Van der Hart | De Fockert, Rutten, Röseler, Promes, Janssen 85' ( Korkmaz), Post , Opoku 68' ( Respen), Leemans, V. van Crooij, Seuntjens 46' ( Receveur), Hunte 81' ( Bezzat) RESERVEBANK: D. van Crooij, Oomen, Dekker, Bogaerts, Gielen, Džurlić |  |
| Stadion: Sportpark "'t Hoenbroeck", Hasselt (Overijssel) Arbiter: Van de Graaf |              |           |                          | Begois, Van Polen 46' ( Sandler), Marcellis 76' ( Evre), Van de Pavert 64' ( Bruintjes), Kvída 64' ( Van Looy), Dekker 46' ( Hebling), Brama 76' ( Saymak), Ehizibue 76' ( Karagounis), Marinus 46' ( Mokhtar), Achahbar 76' ( Dabaghian), Menig 76' ( Balogiannis) RESERVEBANK: Van der Hart | De Fockert, Rutten, Röseler, Promes, Janssen 85' ( Korkmaz), Post , Opoku 68' ( Respen), Leemans, V. van Crooij, Seuntjens 46' ( Receveur), Hunte 81' ( Bezzat) RESERVEBANK: D. van Crooij, Oomen, Dekker, Bogaerts, Gielen, Džurlić |  |
|                                                                                |              |           |                          | | |  |

| woensdag 13 juli 2016, 19:00                                  | HVV Te Werve | 0-6 (0-3) | VVV-Venlo                                                                     | Opstelling HVV Te Werve | Opstelling VVV-Venlo |
| Stadion: Sportpark "Vredenburch", Rijswijk Arbiter: Pieterman |              |           | 32' Seuntjens 36' V. van Crooij 41' Hunte 52' Respen 66' Bogaerts 89' Röseler |                         | D. van Crooij, Dekker 46' ( Korkmaz), Promes 46' ( Röseler), Janssen 46' ( Kochanowski), Rutten 46' ( Gielen), Post 46' ( Van Rijswijk), Receveur 46' ( Bogaerts), Leemans 46' ( Bezzat), V. van Crooij 46' ( Resida), Seuntjens 46' ( Respen), Hunte 46' ( Džurlić) RESERVEBANK: De Fockert, Oomen |
| Stadion: Sportpark "Vredenburch", Rijswijk Arbiter: Pieterman |              |           |                                                                               |                         | D. van Crooij, Dekker 46' ( Korkmaz), Promes 46' ( Röseler), Janssen 46' ( Kochanowski), Rutten 46' ( Gielen), Post 46' ( Van Rijswijk), Receveur 46' ( Bogaerts), Leemans 46' ( Bezzat), V. van Crooij 46' ( Resida), Seuntjens 46' ( Respen), Hunte 46' ( Džurlić) RESERVEBANK: De Fockert, Oomen |
| Stadion: Sportpark "Vredenburch", Rijswijk Arbiter: Pieterman |              |           |                                                                               |                         | D. van Crooij, Dekker 46' ( Korkmaz), Promes 46' ( Röseler), Janssen 46' ( Kochanowski), Rutten 46' ( Gielen), Post 46' ( Van Rijswijk), Receveur 46' ( Bogaerts), Leemans 46' ( Bezzat), V. van Crooij 46' ( Resida), Seuntjens 46' ( Respen), Hunte 46' ( Džurlić) RESERVEBANK: De Fockert, Oomen |
| Bijz.: Jelle van Rijswijk speelt op proef mee.                |              |           |                                                                               |                         | |

| zaterdag 16 juli 2016, 16:00                                                   | HBS | 0-6 (0-2) | VVV-Venlo                                                                      | Opstelling HBS | Opstelling VVV-Venlo |
| Stadion: Sportpark "Craeyenhout", Den Haag Toeschouwers: 300 Arbiter: D'Onorio |     |           | 4' Seuntjens 29' V. van Crooij 48' Leemans 63' Opoku 73' Seuntjens 79' Leemans |                | De Fockert, Rutten, Röseler, Promes 85' ( Korkmaz), Janssen 46' ( Dekker), Post , Opoku 65' ( Receveur), Leemans, V. van Crooij 65' ( Resida), Seuntjens, Hunte 80' ( Respen) RESERVEBANK: D. van Crooij, Oomen, Bezzat, Bogaerts, Kochanowski, Gielen, Van Rijswijk, Džurlić |
| Stadion: Sportpark "Craeyenhout", Den Haag Toeschouwers: 300 Arbiter: D'Onorio |     |           |                                                                                |                | De Fockert, Rutten, Röseler, Promes 85' ( Korkmaz), Janssen 46' ( Dekker), Post , Opoku 65' ( Receveur), Leemans, V. van Crooij 65' ( Resida), Seuntjens, Hunte 80' ( Respen) RESERVEBANK: D. van Crooij, Oomen, Bezzat, Bogaerts, Kochanowski, Gielen, Van Rijswijk, Džurlić |
| Stadion: Sportpark "Craeyenhout", Den Haag Toeschouwers: 300 Arbiter: D'Onorio |     |           |                                                                                |                | De Fockert, Rutten, Röseler, Promes 85' ( Korkmaz), Janssen 46' ( Dekker), Post , Opoku 65' ( Receveur), Leemans, V. van Crooij 65' ( Resida), Seuntjens, Hunte 80' ( Respen) RESERVEBANK: D. van Crooij, Oomen, Bezzat, Bogaerts, Kochanowski, Gielen, Van Rijswijk, Džurlić |
|                                                                                |     |           |                                                                                |                | |

| zaterdag 23 juli 2016, 19:00                                  | KSV Horn  | 1-21 (0-6) | VVV-Venlo | Opstelling KSV Horn | Opstelling VVV-Venlo |
| Stadion: Sportpark "Casquettenakker", Horn Arbiter: Teunissen | 68' Damen |            | 4' Seuntjens 14' Leemans 16' Receveur 19' Opoku 37' V. van Crooij 40' Receveur 48' Seuntjens 51' Resida 56' (pen.) Seuntjens 58' Seuntjens 60' Resida 62' Receveur 64' Seuntjens 66' Resida 78' Opoku 79' Hunte 82' Opoku 84' Hunte 85' Leemans 89' Seuntjens |                     | De Fockert 46' ( D. van Crooij), Rutten 59' ( Dekker), Röseler, Promes , Janssen, Receveur, Opoku, Leemans, V. van Crooij 59' ( Hunte), Seuntjens, Resida RESERVEBANK: Respen, Bezzat, Gielen, Van Rijswijk, Džurlić |
| Stadion: Sportpark "Casquettenakker", Horn Arbiter: Teunissen |           |            | |                     | De Fockert 46' ( D. van Crooij), Rutten 59' ( Dekker), Röseler, Promes , Janssen, Receveur, Opoku, Leemans, V. van Crooij 59' ( Hunte), Seuntjens, Resida RESERVEBANK: Respen, Bezzat, Gielen, Van Rijswijk, Džurlić |
| Stadion: Sportpark "Casquettenakker", Horn Arbiter: Teunissen |           |            | |                     | De Fockert 46' ( D. van Crooij), Rutten 59' ( Dekker), Röseler, Promes , Janssen, Receveur, Opoku, Leemans, V. van Crooij 59' ( Hunte), Seuntjens, Resida RESERVEBANK: Respen, Bezzat, Gielen, Van Rijswijk, Džurlić |
|                                                               |           |            | |                     | |

| woensdag 27 juli 2016, 19:00                                                | VVV-Venlo | 0-0 (0-0) | Al Shabab | Opstelling VVV-Venlo | Opstelling Al Shabab |  |
| Stadion: Sportpark "'t Ligteveld", Neer Toeschouwers: 650 Arbiter: Lindhout |           |           |           | De Fockert, Rutten, Röseler, Promes, Janssen, Post , Opoku, Leemans, V. van Crooij, Seuntjens, Hunte RESERVEBANK: D. van Crooij, Resida, Receveur, Dekker, Respen, Bezzat, Bogaerts, Gielen, Džurlić | Abdullah, Muath , Sharahili, Al-Fahad 57' ( Benlamri), Al Asta, Jaafer 83' ( Khairallah), Al-Khaibari 46' ( Ribas), Al-Sulaitin 55' ( Al-Shammeri), Al-Sulayhem 77' ( Otaif), Benyettou, Heberty |  |
| Stadion: Sportpark "'t Ligteveld", Neer Toeschouwers: 650 Arbiter: Lindhout |           |           |           | De Fockert, Rutten, Röseler, Promes, Janssen, Post , Opoku, Leemans, V. van Crooij, Seuntjens, Hunte RESERVEBANK: D. van Crooij, Resida, Receveur, Dekker, Respen, Bezzat, Bogaerts, Gielen, Džurlić | Abdullah, Muath , Sharahili, Al-Fahad 57' ( Benlamri), Al Asta, Jaafer 83' ( Khairallah), Al-Khaibari 46' ( Ribas), Al-Sulaitin 55' ( Al-Shammeri), Al-Sulayhem 77' ( Otaif), Benyettou, Heberty |  |
| Stadion: Sportpark "'t Ligteveld", Neer Toeschouwers: 650 Arbiter: Lindhout |           |           |           | De Fockert, Rutten, Röseler, Promes, Janssen, Post , Opoku, Leemans, V. van Crooij, Seuntjens, Hunte RESERVEBANK: D. van Crooij, Resida, Receveur, Dekker, Respen, Bezzat, Bogaerts, Gielen, Džurlić | Abdullah, Muath , Sharahili, Al-Fahad 57' ( Benlamri), Al Asta, Jaafer 83' ( Khairallah), Al-Khaibari 46' ( Ribas), Al-Sulaitin 55' ( Al-Shammeri), Al-Sulayhem 77' ( Otaif), Benyettou, Heberty |  |
|                                                                             |           |           |           | | |  |

| zaterdag 30 juli 2016, 15:00                           | VVV-Venlo                                                                                 | 6-1 (1-0) | West Ham United Development Squad | Opstelling VVV-Venlo | Opstelling West Ham United Development Squad |  |
| Stadion: Stadion De Koel, Venlo Toeschouwers: 3.000    | 9' Hunte 54' V. van Crooij 58' Receveur 59' V. van Crooij 65' V. van Crooij 78' Seuntjens |           | 46' Martínez                      | De Fockert 70' ( D. van Crooij), Rutten, Röseler, Promes, Janssen 46' ( Dekker), Post , Opoku 46' ( Receveur), Leemans 82' ( Gielen), V. van Crooij 65' ( Resida), Seuntjens 82' ( Džurlić), Hunte 82' ( Bezzat) RESERVEBANK: Oomen | Trott 65' ( Howes), Westley 52' ( Carter), Pask, Akinola, Barrett 46' ( K. Belić), Poyet 65' ( Gordon), Makasi 52' ( Sylvestre), Kemp 46' ( Hector-Ingram), Browne 80' ( Coventry), Diangana 61' ( Powell), Martínez 71' ( Lewis) |  |
| Stadion: Stadion De Koel, Venlo Toeschouwers: 3.000    |                                                                                           |           |                                   | De Fockert 70' ( D. van Crooij), Rutten, Röseler, Promes, Janssen 46' ( Dekker), Post , Opoku 46' ( Receveur), Leemans 82' ( Gielen), V. van Crooij 65' ( Resida), Seuntjens 82' ( Džurlić), Hunte 82' ( Bezzat) RESERVEBANK: Oomen | Trott 65' ( Howes), Westley 52' ( Carter), Pask, Akinola, Barrett 46' ( K. Belić), Poyet 65' ( Gordon), Makasi 52' ( Sylvestre), Kemp 46' ( Hector-Ingram), Browne 80' ( Coventry), Diangana 61' ( Powell), Martínez 71' ( Lewis) |  |
| Stadion: Stadion De Koel, Venlo Toeschouwers: 3.000    |                                                                                           |           |                                   | De Fockert 70' ( D. van Crooij), Rutten, Röseler, Promes, Janssen 46' ( Dekker), Post , Opoku 46' ( Receveur), Leemans 82' ( Gielen), V. van Crooij 65' ( Resida), Seuntjens 82' ( Džurlić), Hunte 82' ( Bezzat) RESERVEBANK: Oomen | Trott 65' ( Howes), Westley 52' ( Carter), Pask, Akinola, Barrett 46' ( K. Belić), Poyet 65' ( Gordon), Makasi 52' ( Sylvestre), Kemp 46' ( Hector-Ingram), Browne 80' ( Coventry), Diangana 61' ( Powell), Martínez 71' ( Lewis) |  |
| Bijz.: VVV winnaar 13e editie Herman Teeuwen Memorial. |                                                                                           |           |                                   | | |  |

### Tijdens het seizoen
| woensdag 31 augustus 2016, 19:00                | VVV-Venlo                             | 3-0 (2-0) | Wuppertaler SV | Opstelling VVV-Venlo | Opstelling Wuppertaler SV                                                                                       |  |
| Stadion: Stadion De Koel, Venlo Toeschouwers: 0 | 15' Leemans 34' Röseler 59' Seuntjens |           |                | D. van Crooij, Dekker 78' ( Kochanowski), Korkmaz, Röseler 60' ( Tashima), Rutten 79' ( Joosten), Boddaert, Leemans 78' ( Respen), Sleegers, V. van Crooij 71' ( Bezzat), Seuntjens 71' ( Bogaerts), Hunte 78' ( Gielen) | Ahlers, Salau, Fedler, Ilbay, Bieler , Kray 55' ( Heinson), Heinen, Wirtz, Duschke, Husić, Harouz 55' ( Pytlik) |  |
| Stadion: Stadion De Koel, Venlo Toeschouwers: 0 |                                       |           |                | D. van Crooij, Dekker 78' ( Kochanowski), Korkmaz, Röseler 60' ( Tashima), Rutten 79' ( Joosten), Boddaert, Leemans 78' ( Respen), Sleegers, V. van Crooij 71' ( Bezzat), Seuntjens 71' ( Bogaerts), Hunte 78' ( Gielen) | Ahlers, Salau, Fedler, Ilbay, Bieler , Kray 55' ( Heinson), Heinen, Wirtz, Duschke, Husić, Harouz 55' ( Pytlik) |  |
| Stadion: Stadion De Koel, Venlo Toeschouwers: 0 |                                       |           |                | D. van Crooij, Dekker 78' ( Kochanowski), Korkmaz, Röseler 60' ( Tashima), Rutten 79' ( Joosten), Boddaert, Leemans 78' ( Respen), Sleegers, V. van Crooij 71' ( Bezzat), Seuntjens 71' ( Bogaerts), Hunte 78' ( Gielen) | Ahlers, Salau, Fedler, Ilbay, Bieler , Kray 55' ( Heinson), Heinen, Wirtz, Duschke, Husić, Harouz 55' ( Pytlik) |  |
| Bijz.: Maarten Boddaert speelt op proef mee.    |                                       |           |                | | |  |

| woensdag 5 oktober 2016, 19:00                                                | EVV | 0-2 (0-1) | VVV-Venlo               | Opstelling EVV | Opstelling VVV-Venlo                                                                                               |
| Stadion: Sportpark "In de Bandert", Echt Toeschouwers: 300 Arbiter: Tunnissen |     |           | 16' Tashima 84' Leemans |                | D. van Crooij, Dekker, Leemans, Promes , Korkmaz, Receveur, Tashima, Bezzat 75' ( Respen), Resida, Opoku, Sleegers |
| Stadion: Sportpark "In de Bandert", Echt Toeschouwers: 300 Arbiter: Tunnissen |     |           |                         |                | D. van Crooij, Dekker, Leemans, Promes , Korkmaz, Receveur, Tashima, Bezzat 75' ( Respen), Resida, Opoku, Sleegers |
| Stadion: Sportpark "In de Bandert", Echt Toeschouwers: 300 Arbiter: Tunnissen |     |           |                         |                | D. van Crooij, Dekker, Leemans, Promes , Korkmaz, Receveur, Tashima, Bezzat 75' ( Respen), Resida, Opoku, Sleegers |
|                                                                               |     |           |                         |                | |

| woensdag 9 november 2016, 20:00                  | VVV-Venlo                                                                            | 5-1 (4-1) | Venlosche Boys | Opstelling VVV-Venlo | Opstelling Venlosche Boys |
| Stadion: Stadion De Koel, Venlo Toeschouwers: 50 | 4' (e.d.) Venlosche Boys 22' Tashima 38' Rutten 42' (e.d.) Venlosche Boys 85' Jalloh |           | 33' Hoveling   | De Fockert, Rutten 46' ( Kochanowski), Dekker, Korkmaz, Rijkers 79' ( Schilken), Receveur , Tashima, Sleegers 46' ( Respen), Resida, Hunte 68' ( Bogaerts), Bezzat 79' ( Jalloh) RESERVEBANK: Oomen |                           |
| Stadion: Stadion De Koel, Venlo Toeschouwers: 50 |                                                                                      |           |                | De Fockert, Rutten 46' ( Kochanowski), Dekker, Korkmaz, Rijkers 79' ( Schilken), Receveur , Tashima, Sleegers 46' ( Respen), Resida, Hunte 68' ( Bogaerts), Bezzat 79' ( Jalloh) RESERVEBANK: Oomen |                           |
| Stadion: Stadion De Koel, Venlo Toeschouwers: 50 |                                                                                      |           |                | De Fockert, Rutten 46' ( Kochanowski), Dekker, Korkmaz, Rijkers 79' ( Schilken), Receveur , Tashima, Sleegers 46' ( Respen), Resida, Hunte 68' ( Bogaerts), Bezzat 79' ( Jalloh) RESERVEBANK: Oomen |                           |
|                                                  |                                                                                      |           |                | |                           |

| zaterdag 7 januari 2017, 14:00                        | VVV-Venlo |  | FC Utrecht | Opstelling VVV-Venlo | Opstelling FC Utrecht |
| Stadion: Stadion De Koel, Venlo Arbiter: Van de Graaf |           |  |            |                      |                       |
|                                                       |           |  |            |                      |                       |
|                                                       |           |  |            |                      |                       |
| Bijz.: Afgelast vanwege weersomstandigheden.          |           |  |            |                      |                       |

| woensdag 22 maart 2017, 14:30   | VVV-Venlo   | 1-1 (0-0) | FC Oss   | Opstelling VVV-Venlo | Opstelling FC Oss |  |
| Stadion: Stadion De Koel, Venlo | 62' Tashima |           | 70' Bakx | De Fockert , Dekker, Korkmaz 80' ( Van Horne), Misidjan, Gielen, Tashima, Leemans, Zelalem, Bezzat, Respen, Hunte 86' ( Rijkers) RESERVEBANK: Oomen, Kochanowski, Jalloh | Koeman 63' ( Haggerty), Jansen , Balk, De Braal 73' ( Stuy van den Herik), Van der Sluys, Janssen, El Aissati 79' ( Kivuvu), Kamaçi 54' ( Çelik), Van Pol 27' ( Roshanali), Van der Venne 83' ( Van den Ouweland), Lazić 60' ( Bakx) |  |
| Stadion: Stadion De Koel, Venlo |             |           |          | De Fockert , Dekker, Korkmaz 80' ( Van Horne), Misidjan, Gielen, Tashima, Leemans, Zelalem, Bezzat, Respen, Hunte 86' ( Rijkers) RESERVEBANK: Oomen, Kochanowski, Jalloh | Koeman 63' ( Haggerty), Jansen , Balk, De Braal 73' ( Stuy van den Herik), Van der Sluys, Janssen, El Aissati 79' ( Kivuvu), Kamaçi 54' ( Çelik), Van Pol 27' ( Roshanali), Van der Venne 83' ( Van den Ouweland), Lazić 60' ( Bakx) |  |
| Stadion: Stadion De Koel, Venlo |             |           |          | De Fockert , Dekker, Korkmaz 80' ( Van Horne), Misidjan, Gielen, Tashima, Leemans, Zelalem, Bezzat, Respen, Hunte 86' ( Rijkers) RESERVEBANK: Oomen, Kochanowski, Jalloh | Koeman 63' ( Haggerty), Jansen , Balk, De Braal 73' ( Stuy van den Herik), Van der Sluys, Janssen, El Aissati 79' ( Kivuvu), Kamaçi 54' ( Çelik), Van Pol 27' ( Roshanali), Van der Venne 83' ( Van den Ouweland), Lazić 60' ( Bakx) |  |
|                                 |             |           |          | | |  |

| woensdag 10 mei 2017, 19:00                                                 | RKVV Haelen | 0-7 (0-3) | VVV-Venlo                                                                         | Opstelling RKVV Haelen | Opstelling VVV-Venlo |  |
| Stadion: Sportpark "Houtrust", Haelen Toeschouwers: 500 Arbiter: Verstappen |             |           | 18' Tashima 27' Promes 45' Leemans 60' Tashima 62' Seuntjens 67' Post 80' Tashima | Cuijpers 46' ( Achten), Geelen 46' ( Stemkens), Roumen 75' ( Smeets), Gommans, Vestjens, Houben, Van der Linden, Maassen 46' ( Jacobs), Van Dijck, Eijkenboom 80' ( Waeyen), Bongaerts 46' ( Corten) | De Fockert, Rutten, Korkmaz, Promes 77' ( Gielen), Dekker, Post , V. van Crooij 78' ( Bogaerts), Leemans, Resida 46' ( Bezzat), Seuntjens 63' ( Respen), Tashima RESERVEBANK: D. van Crooij, Oomen, Misidjan, Hunte |  |
| Stadion: Sportpark "Houtrust", Haelen Toeschouwers: 500 Arbiter: Verstappen |             |           |                                                                                   | Cuijpers 46' ( Achten), Geelen 46' ( Stemkens), Roumen 75' ( Smeets), Gommans, Vestjens, Houben, Van der Linden, Maassen 46' ( Jacobs), Van Dijck, Eijkenboom 80' ( Waeyen), Bongaerts 46' ( Corten) | De Fockert, Rutten, Korkmaz, Promes 77' ( Gielen), Dekker, Post , V. van Crooij 78' ( Bogaerts), Leemans, Resida 46' ( Bezzat), Seuntjens 63' ( Respen), Tashima RESERVEBANK: D. van Crooij, Oomen, Misidjan, Hunte |  |
| Stadion: Sportpark "Houtrust", Haelen Toeschouwers: 500 Arbiter: Verstappen |             |           |                                                                                   | Cuijpers 46' ( Achten), Geelen 46' ( Stemkens), Roumen 75' ( Smeets), Gommans, Vestjens, Houben, Van der Linden, Maassen 46' ( Jacobs), Van Dijck, Eijkenboom 80' ( Waeyen), Bongaerts 46' ( Corten) | De Fockert, Rutten, Korkmaz, Promes 77' ( Gielen), Dekker, Post , V. van Crooij 78' ( Bogaerts), Leemans, Resida 46' ( Bezzat), Seuntjens 63' ( Respen), Tashima RESERVEBANK: D. van Crooij, Oomen, Misidjan, Hunte |  |
|                                                                             |             |           |                                                                                   | | |  |

| woensdag 17 mei 2017, 19:30                                | SC Irene | 0-13 (0-7) | VVV-Venlo | Opstelling SC Irene | Opstelling VVV-Venlo |
| Stadion: Sportpark "De Bakenbos", Tegelen Arbiter: Vermeer |          |            | 16' Sleegers 25' Sleegers 30' Seuntjens 36' Misidjan 45' Seuntjens 45' Tashima 45' Bezzat 73' Respen 74' Resida 75' Tashima 79' Gudelj 81' Leemans 88' Respen |                     | D. van Crooij 46' ( Oomen), Rutten 73' ( Gielen), Gudelj, Promes 46' ( Korkmaz), Misidjan 73' ( Rijkers), Sleegers 73' ( Bogaerts), Tashima, Leemans, V. van Crooij 69' ( Resida), Seuntjens 69' ( Respen), Hunte 32' ( Bezzat) |
| Stadion: Sportpark "De Bakenbos", Tegelen Arbiter: Vermeer |          |            | |                     | D. van Crooij 46' ( Oomen), Rutten 73' ( Gielen), Gudelj, Promes 46' ( Korkmaz), Misidjan 73' ( Rijkers), Sleegers 73' ( Bogaerts), Tashima, Leemans, V. van Crooij 69' ( Resida), Seuntjens 69' ( Respen), Hunte 32' ( Bezzat) |
| Stadion: Sportpark "De Bakenbos", Tegelen Arbiter: Vermeer |          |            | |                     | D. van Crooij 46' ( Oomen), Rutten 73' ( Gielen), Gudelj, Promes 46' ( Korkmaz), Misidjan 73' ( Rijkers), Sleegers 73' ( Bogaerts), Tashima, Leemans, V. van Crooij 69' ( Resida), Seuntjens 69' ( Respen), Hunte 32' ( Bezzat) |
| Bijz.: Dragiša Gudelj speelt op proef mee.                 |          |            | |                     | |

## Statistieken

### Eindstand VVV-Venlo in Eerste divisie 2016/2017
| Stand | Gespeeld | Gewonnen | Gelijk | Verloren | Punten | Doelpunten voor | Doelpunten tegen | Gele kaarten | Rode kaarten |
| ----- | -------- | -------- | ------ | -------- | ------ | --------------- | ---------------- | ------------ | ------------ |
| 1e    | 38       | 25       | 5      | 8        | 80     | 75              | 35               | 54           | 4            |

### Stand, punten en doelpunten per speelronde 2016/2017
| Speelronde                            | 1  | 2  | 3  | 4  | 5  | 6  | 7  | 8  | 9  | 10 | 11 | 12 | 13 | 14 | 15 | 16 | 17 | 18 | 19 | 20 | 21 | 22 | 23 | 24 | 25 | 26 | 27 | 28 | 29 | 30 | 31 | 32 | 33 | 34 | 35 | 36 | 37 | 38 | Totaal |
| ------------------------------------- | -- | -- | -- | -- | -- | -- | -- | -- | -- | -- | -- | -- | -- | -- | -- | -- | -- | -- | -- | -- | -- | -- | -- | -- | -- | -- | -- | -- | -- | -- | -- | -- | -- | -- | -- | -- | -- | -- | ------ |
| Aantal punten per speelronde          | 3  | 3  | 3  | 0  | 3  | 0  | 0  | 3  | 3  | 0  | 3  | 3  | 3  | 1  | 3  | 3  | 1  | 3  | 3  | 3  | 3  | 3  | 3  | 0  | 3  | 3  | 3  | 1  | 3  | 3  | 0  | 0  | 3  | 3  | 1  | 1  | 0  | 3  | 80     |
| Aantal punten na speelronde           | 3  | 6  | 9  | 9  | 12 | 12 | 12 | 15 | 18 | 18 | 21 | 24 | 27 | 28 | 31 | 34 | 35 | 38 | 41 | 44 | 47 | 50 | 53 | 53 | 56 | 59 | 62 | 63 | 66 | 69 | 69 | 69 | 72 | 75 | 76 | 77 | 77 | 80 | 80     |
| Stand na speelronde                   | 5e | 2e | 1e | 5e | 2e | 4e | 7e | 4e | 2e | 4e | 3e | 2e | 1e | 2e | 2e | 1e | 1e | 1e | 1e | 1e | 1e | 1e | 1e | 1e | 1e | 1e | 1e | 1e | 1e | 1e | 1e | 1e | 1e | 1e | 1e | 1e | 1e | 1e | 1e     |
| Aantal doelpunten per speelronde      | 2  | 2  | 2  | 1  | 2  | 0  | 1  | 2  | 3  | 0  | 3  | 4  | 3  | 0  | 2  | 4  | 1  | 2  | 1  | 2  | 2  | 3  | 4  | 1  | 7  | 1  | 4  | 0  | 4  | 2  | 2  | 0  | 3  | 2  | 0  | 0  | 1  | 2  | 75     |
| Aantal tegendoelpunten per speelronde | 1  | 1  | 0  | 2  | 0  | 1  | 2  | 0  | 0  | 2  | 1  | 0  | 1  | 0  | 0  | 0  | 1  | 1  | 0  | 0  | 1  | 0  | 1  | 2  | 0  | 0  | 0  | 0  | 1  | 0  | 5  | 4  | 2  | 1  | 0  | 0  | 4  | 1  | 35     |
| Aantal gele kaarten per speelronde    | 2  | 2  | 1  | 2  | 2  | 0  | 2  | 3  | 2  | 1  | 1  | 2  | 2  | 2  | 4  | 0  | 2  | 0  | 1  | 2  | 3  | 1  | 1  | 1  | 2  | 1  | 0  | 1  | 2  | 2  | 0  | 2  | 0  | 1  | 2  | 1  | 1  | 0  | 54     |

### Statistieken
|                          | Eerste divisie | Totaal    |
| ------------------------ | -------------- | --------- |
| Wedstrijden              | 38 van 38      | 38 van 38 |
| Gewonnen                 | 25 van 38      | 25 van 38 |
| Gelijk                   | 5 van 38       | 5 van 38  |
| Verloren                 | 8 van 38       | 8 van 38  |
| Thuis                    | 19 van 19      | 19 van 19 |
| Uit                      | 19 van 19      | 19 van 19 |
| Gele kaarten             | 54             | 54        |
| Rode kaarten             | 3              | 3         |
| 2 × geel in 1 wedstrijd  | 1              | 1         |
| Aantal wissels toegepast | 95             | 95        |
| Doelpunten voor          | 75             | 75        |
| Doelpunten tegen         | 35             | 35        |
| Doelsaldo                | +40            | +40       |
| De nul gehouden          | 18             | 18        |
| Strafschoppen voor       | 10             | 10        |
| Strafschoppen tegen      | 6              | 6         |

Legenda
- W Wedstrijden
- Doelpunt
- Gele kaart
- 2× gele kaart in 1 wedstrijd
- Rode kaart

| Nat.                      | Spelersnaam        | Eerste divisie | Eerste divisie | Eerste divisie | Eerste divisie | Eerste divisie |  | KNVB beker | KNVB beker | KNVB beker | KNVB beker | KNVB beker |  | Play-offs | Play-offs | Play-offs | Play-offs | Play-offs |  | Totaal | Totaal | Totaal | Totaal | Totaal |
| ------------------------- | ------------------ | -------------- | -------------- | -------------- | -------------- | -------------- |  | ---------- | ---------- | ---------- | ---------- | ---------- |  | --------- | --------- | --------- | --------- | --------- |  | ------ | ------ | ------ | ------ | ------ |
| Nat.                      | Spelersnaam        | W              |                |                |                |                |  | W          |            |            |            |            |  | W         |           |           |           |           |  | W      |        |        |        |        |
| Keepers                   |                    |                |                |                |                |                |  |            |            |            |            |            |  |           |           |           |           |           |  |        |        |        |        |        |
| Vlag van Nederland        | Delano van Crooij  | 25             | 0              | 0              | 0              | 0              |  | 2          | 0          | 0          | 0          | 0          |  | 0         | 0         | 0         | 0         | 0         |  | 27     | 0      | 0      | 0      | 0      |
| Vlag van Nederland        | Sem Custers        | 0              | 0              | 0              | 0              | 0              |  | 0          | 0          | 0          | 0          | 0          |  | 0         | 0         | 0         | 0         | 0         |  | 0      | 0      | 0      | 0      | 0      |
| Vlag van Nederland        | Maarten de Fockert | 13             | 0              | 0              | 0              | 0              |  | 0          | 0          | 0          | 0          | 0          |  | 0         | 0         | 0         | 0         | 0         |  | 13     | 0      | 0      | 0      | 0      |
| Vlag van Nederland        | Roy Oomen          | 0              | 0              | 0              | 0              | 0              |  | 0          | 0          | 0          | 0          | 0          |  | 0         | 0         | 0         | 0         | 0         |  | 0      | 0      | 0      | 0      | 0      |
| Verdediging               |                    |                |                |                |                |                |  |            |            |            |            |            |  |           |           |           |           |           |  |        |        |        |        |        |
| Vlag van Nederland        | Tristan Dekker     | 29             | 0              | 3              | 0              | 0              |  | 2          | 0          | 0          | 0          | 0          |  | 0         | 0         | 0         | 0         | 0         |  | 31     | 0      | 3      | 0      | 0      |
| Vlag van Nederland        | Roel Janssen       | 34             | 1              | 7              | 0              | 1              |  | 2          | 0          | 1          | 0          | 0          |  | 0         | 0         | 0         | 0         | 0         |  | 36     | 1      | 8      | 0      | 1      |
| Vlag van Nederland        | Lars Joosten       | 0              | 0              | 0              | 0              | 0              |  | 0          | 0          | 0          | 0          | 0          |  | 0         | 0         | 0         | 0         | 0         |  | 0      | 0      | 0      | 0      | 0      |
| Vlag van Nederland        | Reno Kochanowski   | 0              | 0              | 0              | 0              | 0              |  | 0          | 0          | 0          | 0          | 0          |  | 0         | 0         | 0         | 0         | 0         |  | 0      | 0      | 0      | 0      | 0      |
| Vlag van Turkije          | Evren Korkmaz      | 9              | 0              | 1              | 0              | 0              |  | 1          | 0          | 0          | 0          | 0          |  | 0         | 0         | 0         | 0         | 0         |  | 10     | 0      | 1      | 0      | 0      |
| Vlag van Suriname         | Cendrino Misidjan  | 12             | 0              | 1              | 0              | 0              |  | 0          | 0          | 0          | 0          | 0          |  | 0         | 0         | 0         | 0         | 0         |  | 12     | 0      | 1      | 0      | 0      |
| Vlag van Nederland        | Jerold Promes      | 37             | 1              | 5              | 0              | 0              |  | 2          | 0          | 0          | 0          | 0          |  | 0         | 0         | 0         | 0         | 0         |  | 39     | 1      | 5      | 0      | 0      |
| Vlag van Duitsland        | Nils Röseler       | 35             | 2              | 3              | 0              | 0              |  | 2          | 0          | 1          | 0          | 0          |  | 0         | 0         | 0         | 0         | 0         |  | 37     | 2      | 4      | 0      | 0      |
| Vlag van Nederland        | Moreno Rutten      | 24             | 2              | 2              | 0              | 0              |  | 1          | 0          | 0          | 0          | 0          |  | 0         | 0         | 0         | 0         | 0         |  | 25     | 2      | 2      | 0      | 0      |
| Middenveld                |                    |                |                |                |                |                |  |            |            |            |            |            |  |           |           |           |           |           |  |        |        |        |        |        |
| Vlag van Nederland        | Vincent Bogaerts   | 0              | 0              | 0              | 0              | 0              |  | 0          | 0          | 0          | 0          | 0          |  | 0         | 0         | 0         | 0         | 0         |  | 0      | 0      | 0      | 0      | 0      |
| Vlag van Nederland        | Stijn Brinkman     | 0              | 0              | 0              | 0              | 0              |  | 0          | 0          | 0          | 0          | 0          |  | 0         | 0         | 0         | 0         | 0         |  | 0      | 0      | 0      | 0      | 0      |
| Vlag van Nederland        | Roy Gielen         | 0              | 0              | 0              | 0              | 0              |  | 0          | 0          | 0          | 0          | 0          |  | 0         | 0         | 0         | 0         | 0         |  | 0      | 0      | 0      | 0      | 0      |
| Vlag van Nederland        | Clint Leemans      | 37             | 12             | 2              | 1              | 0              |  | 2          | 0          | 0          | 0          | 0          |  | 0         | 0         | 0         | 0         | 0         |  | 39     | 12     | 2      | 1      | 0      |
| Vlag van Nederland        | Johnatan Opoku     | 27             | 10             | 3              | 0              | 0              |  | 1          | 0          | 0          | 0          | 0          |  | 0         | 0         | 0         | 0         | 0         |  | 28     | 10     | 3      | 0      | 0      |
| Vlag van Nederland        | Danny Post         | 33             | 3              | 11             | 0              | 1              |  | 2          | 0          | 0          | 0          | 0          |  | 0         | 0         | 0         | 0         | 0         |  | 35     | 3      | 11     | 0      | 1      |
| Vlag van Nederland        | Tim Receveur       | 17             | 0              | 1              | 0              | 1              |  | 0          | 0          | 0          | 0          | 0          |  | 0         | 0         | 0         | 0         | 0         |  | 17     | 0      | 1      | 0      | 1      |
| Vlag van Japan            | Rintaro Tashima    | 3              | 0              | 0              | 0              | 0              |  | 0          | 0          | 0          | 0          | 0          |  | 0         | 0         | 0         | 0         | 0         |  | 3      | 0      | 0      | 0      | 0      |
| Vlag van Verenigde Staten | Gedion Zelalem     | 9              | 1              | 0              | 0              | 0              |  | 0          | 0          | 0          | 0          | 0          |  | 0         | 0         | 0         | 0         | 0         |  | 9      | 1      | 0      | 0      | 0      |
| Aanval                    |                    |                |                |                |                |                |  |            |            |            |            |            |  |           |           |           |           |           |  |        |        |        |        |        |
| Vlag van Marokko          | Lugman Bezzat      | 1              | 0              | 0              | 0              | 0              |  | 0          | 0          | 0          | 0          | 0          |  | 0         | 0         | 0         | 0         | 0         |  | 1      | 0      | 0      | 0      | 0      |
| Vlag van Nederland        | Vito van Crooij    | 37             | 14             | 8              | 0              | 0              |  | 2          | 0          | 1          | 0          | 0          |  | 0         | 0         | 0         | 0         | 0         |  | 39     | 14     | 9      | 0      | 0      |
| Vlag van Montenegro       | Jasko Džurlić      | 0              | 0              | 0              | 0              | 0              |  | 0          | 0          | 0          | 0          | 0          |  | 0         | 0         | 0         | 0         | 0         |  | 0      | 0      | 0      | 0      | 0      |
| Vlag van Nederland        | Torino Hunte       | 34             | 4              | 4              | 0              | 0              |  | 2          | 2          | 0          | 0          | 0          |  | 0         | 0         | 0         | 0         | 0         |  | 36     | 6      | 4      | 0      | 0      |
| Vlag van Nederland        | Leandro Resida     | 23             | 0              | 0              | 0              | 0              |  | 2          | 0          | 0          | 0          | 0          |  | 0         | 0         | 0         | 0         | 0         |  | 25     | 0      | 0      | 0      | 0      |
| Vlag van Nederland        | Juul Respen        | 1              | 0              | 0              | 0              | 0              |  | 0          | 0          | 0          | 0          | 0          |  | 0         | 0         | 0         | 0         | 0         |  | 1      | 0      | 0      | 0      | 0      |
| Vlag van Nederland        | Jeffrey Rijkers    | 0              | 0              | 0              | 0              | 0              |  | 0          | 0          | 0          | 0          | 0          |  | 0         | 0         | 0         | 0         | 0         |  | 0      | 0      | 0      | 0      | 0      |
| Vlag van Nederland        | Ralf Seuntjens     | 38             | 16             | 1              | 0              | 0              |  | 2          | 0          | 0          | 0          | 0          |  | 0         | 0         | 0         | 0         | 0         |  | 40     | 16     | 1      | 0      | 0      |
| Vlag van Nederland        | Joey Sleegers      | 35             | 8              | 0              | 0              | 0              |  | 2          | 1          | 0          | 0          | 0          |  | 0         | 0         | 0         | 0         | 0         |  | 37     | 9      | 0      | 0      | 0      |
| Nat.                      | Spelersnaam        | W              |                |                |                |                |  | W          |            |            |            |            |  | W         |           |           |           |           |  | W      |        |        |        |        |
| Nat.                      | Spelersnaam        | Eerste divisie | Eerste divisie | Eerste divisie | Eerste divisie | Eerste divisie |  | KNVB beker | KNVB beker | KNVB beker | KNVB beker | KNVB beker |  | Play-offs | Play-offs | Play-offs | Play-offs | Play-offs |  | Totaal | Totaal | Totaal | Totaal | Totaal |

### Topscorers 2016/2017
| Nr.    | Naam                            | Goal |
| ------ | ------------------------------- | ---- |
| 1.     | Ralf Seuntjens                  | 16   |
| 2.     | Vito van Crooij                 | 14   |
| 3.     | Clint Leemans                   | 12   |
| 4.     | Johnatan Opoku                  | 10   |
| 5.     | Joey Sleegers                   | 8    |
| 6.     | Torino Hunte                    | 4    |
| 7.     | Danny Post                      | 3    |
| 8.     | Nils Röseler                    | 2    |
|        | Moreno Rutten                   | 2    |
| 10.    | Jerold Promes                   | 1    |
|        | Gedion Zelalem                  | 1    |
|        | Roel Janssen                    | 1    |
| 13.    | Jeremy Fernandes (FC Den Bosch) | 1    |
| Totaal | Totaal                          | 75   |

| Nr.    | Naam          | Goal |
| ------ | ------------- | ---- |
| 1.     | Torino Hunte  | 2    |
| 2.     | Joey Sleegers | 1    |
| Totaal | Totaal        | 3    |

| Nr.    | Naam                              | Goal |
| ------ | --------------------------------- | ---- |
| 1.     | Ralf Seuntjens                    | 17   |
| 2.     | Vito van Crooij                   | 8    |
|        | Clint Leemans                     | 8    |
|        | Rintaro Tashima                   | 8    |
| 5.     | Tim Receveur                      | 6    |
| 6.     | Johnatan Opoku                    | 5    |
|        | Torino Hunte                      | 5    |
|        | Juul Respen                       | 5    |
| 9.     | Leandro Resida                    | 4    |
| 10.    | Nils Röseler                      | 3    |
| 11.    | Vincent Bogaerts                  | 2    |
|        | Lugman Bezzat                     | 2    |
|        | Joey Sleegers                     | 2    |
| 14.    | Jasko Džurlić                     | 1    |
|        | Roel Janssen                      | 1    |
|        | Jelle van Rijswijk                | 1    |
|        | Moreno Rutten                     | 1    |
|        | Mouctar Jalloh                    | 1    |
|        | Jerold Promes                     | 1    |
|        | Danny Post                        | 1    |
|        | Cendrino Misidjan                 | 1    |
|        | Dragiša Gudelj                    | 1    |
| 23.    | Venlosche Boys (eigen doelpunten) | 2    |
| Totaal | Totaal                            | 86   |

Achilles '29 ·
Almere City FC ·
SC Cambuur ·
FC Den Bosch ·
FC Dordrecht ·
FC Eindhoven ·
FC Emmen ·
Fortuna Sittard ·
De Graafschap ·
Helmond Sport ·
Jong Ajax ·
Jong PSV ·
Jong FC Utrecht ·
MVV Maastricht ·
NAC Breda ·
FC Oss ·
RKC Waalwijk ·
Telstar ·
FC Volendam ·
VVV-Venlo